# Zweiter Italienisch-Libyscher Krieg
Zweiter Italienisch-Libyscher Krieg (bzw. Zweiter Libysch-Italienischer Krieg) ist eine zusammenfassende Bezeichnung für die Eroberungskriege des zunächst liberalen, dann faschistischen Königreichs Italien, die es um die von ihm als Kolonien beanspruchten Gebiete im heutigen Libyen führte, Tripolitanien und die Cyrenaika. Der Konflikt dauerte fast zehn Jahre, vom 26. Januar 1922 bis zum 24. Januar 1932 und artete ab 1929 in einen Genozid aus.
Die Kampfhandlungen begannen noch unter Italiens liberaler Regierung in Tripolitanien, ab 1923 weitete die Koalitionsregierung Benito Mussolinis die Militäraktionen auf die Cyrenaika aus. Italien hatte die nordafrikanischen Gebiete teilweise schon zwischen 1911 und 1914, infolge des Kriegs gegen das Osmanische Reich besetzt. Im Laufe des Ersten Weltkrieges entglitten sie aber weitgehend seiner Kontrolle. Die Rückeroberung Nord-Tripolitaniens wurde bereits 1924 abgeschlossen, den südlich davon gelegenen Fessan hingegen konnten die italienischen Truppen erst 1930 unterwerfen. Zuletzt, bis 1932, schlugen sie die Widerstandsbewegung von Scheich Omar Mukhtar in der Cyrenaika nieder.
Sowohl unter liberaler als auch unter faschistischer Führung verfolgten die Feldzüge zwei Ziele: einerseits die Eroberung aller beanspruchten Gebiete, andererseits die Umwandlung Libyens in eine Siedlungskolonie für italienische Einwanderer. Dementsprechend betrieb die Kolonialmacht die Enteignung und – nach der Durchsetzung der faschistischen Diktatur 1925/26 – systematische Vertreibung der berberischen und arabischen Bevölkerung aus den fruchtbaren Regionen des Landes. Einige Historiker sehen dies bereits im Kontext der faschistischen Idee, neuen „Lebensraum“ (spazio vitale) zu erobern. Italiens Kriegsführung nahm immer brutalere Züge an und nutzte in beiden umkämpften Gebieten Flächenbombardements, Giftgaseinsätze sowie Massenhinrichtungen als militärische Kampfmittel. Am verheerendsten wirkte sich der Genozid in der Cyrenaika von 1929 bis 1934 aus, bei dem ein Viertel bis ein Drittel der cyrenäischen Gesamtbevölkerung durch Todesmärsche, Deportationen und in den ersten von einem faschistischen Regime errichteten Konzentrationslagern ums Leben kam. Insgesamt fielen dem italienischen Kolonialkrieg etwa 100.000 der rund 800.000 Tripolitanier und Cyrenäer zum Opfer.
In der Forschung gelten der italienische Kolonialkrieg und Völkermord als Beleg gegen den Mythos eines „moderaten“ italienischen Faschismus und Kolonialismus sowie als wichtiger Teil der Vorgeschichte zum 1935 begonnenen Abessinienkrieg. Diskutiert wird auch eine mögliche Modellfunktion dieser Libyenpolitik für die späteren nationalsozialistischen Siedlungspläne in Osteuropa. Die mangelnde Aufarbeitung des Konflikts belastete über Jahrzehnte die diplomatischen Beziehungen zwischen Libyen und Italien. Im Jahr 2008 vereinbarten beide Staaten schließlich ein Freundschaftsabkommen, in dem sich Italien für die Kolonialzeit entschuldigte und zu finanzieller Entschädigung verpflichtete.

## Bezeichnung

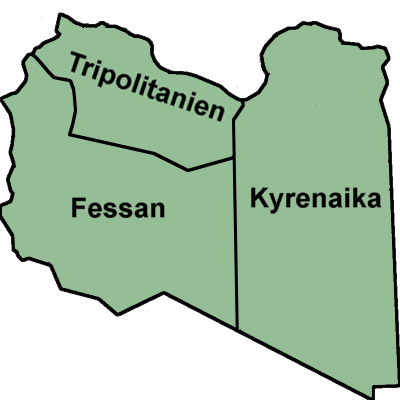
Die historischen libyschen Regionen Tripolitanien (mit dem als Fessan bezeichneten Hinterland) und Cyrenaika (Grenzen 1947–1951)

In der Literatur wird für den Konflikt oft der Terminus „Rückeroberung“ oder „Wiedereroberung“ (riconquista) Libyens verwendet. Diese Bezeichnung wird jedoch von einigen Historikern bemängelt, da sie die faschistische Sichtweise der Ereignisse widerspiegelt: Zwar hat der Begriff riconquista bezogen auf Tripolitanien eine gewisse Grundlage, da dieses bereits zwischen 1913 und 1914 bis zum Fessan von italienischen Truppen besetzt worden war. Für die Cyrenaika jedoch ist die Bezeichnung nicht zutreffend, da deren Hinterland zuvor stets unter Kontrolle der Senussi-Bewegung gestanden hatte. Hier muss also von einer Eroberung gesprochen werden. Aram Mattioli (2005) rät daher dazu, den Begriff „Wiedereroberung Libyens“ sparsam und stets in Anführungszeichen zu verwenden. Andere Historiker halten hingegen weiterhin am Begriff Rückeroberung für beide Gebiete fest. In die Militärgeschichte sind die Kolonialkriege Italiens um die nordafrikanischen Gebiete in den 1920er Jahren auch als „Pazifizierungskriege“ eingegangen.
In der deutschsprachigen Geschichtswissenschaft wird der koloniale Libyenkrieg von 1922 bis 1932 auch als „Zweiter Italienisch-Libyscher Krieg“ oder „Zweiter Libysch-Italienischer Krieg“ bezeichnet, welchen man vom früheren Ersten Italienisch-Libyschen Krieg der Jahre 1911 bis 1917 abgrenzt. In der englischsprachigen Historiographie ist in Bezug auf den Krieg in der Cyrenaika von 1923 bis 1932 auch „Second Italo-Sanussi War“ als alternative Bezeichnung üblich. Die arabische Bezeichnung lautet إخماد الثورة الليبية / iḫmād aṯ-ṯaura al-lībīya / ‚Niederschlagung der libyschen Revolution‘ oder الحرب الإيطالية السنوسية الثانية / al-ḥarb al-īṭālīya as-sanūsīya aṯ-ṯāniya / ‚Zweiter Italienisch-Senussischer Krieg‘. Der vom faschistischen Italien begangene Völkermord in der Cyrenaika wird von den Libyern als الشر / aš-Šarr (das Böse) bezeichnet, der in der englischsprachigen Fachliteratur als Shar translitiert wird.

## Vorgeschichte

### Italienischer Kolonialismus und erster Libyenkrieg

Staatsflagge des Königreichs Italien (1861–1946)

Der italienische Kolonialismus nahm 1882 im ostafrikanischen Eritrea seinen Anfang. Er weitete sich unter Ministerpräsident Francesco Crispi zu einem Kolonialfeldzug gegen Eritrea und das Kaiserreich Abessinien aus, der 1896 mit dem Sieg der abessinischen Armee über die italienischen Truppen in der Schlacht von Adua endete. Diese Niederlage hatte zur Folge, dass sich das Interesse der italienischen Politik verstärkt auf das heutige Libyen richtete. Dieses stand seit 1551 als Provinz „Tripolitanien“ unter der Herrschaft der Osmanen und stellte nun deren letzte Besitzung in Nordafrika dar. Die lokalen Grundlagen für die koloniale Eroberung wurden seit den 1890ern geschaffen, als italienische Banken, Schulen und Zeitungen in der Provinz zu florieren begannen, insbesondere in Tripolis. Außerdem wurden Handelsbeziehungen zu einflussreichen jüdischen und muslimischen Händlern geknüpft. Die schließlich 1907 eröffnete Banca di Roma gewann eine Schlüsselposition beim Kauf von Land, bei Handelsinvestitionen und der Anwerbung von Angestellten für die italienische Sache. Zur imperialistischen Strategie Italiens gehörte auch die Wiederbelebung des historischen Begriffes „Libya“, durch den die kolonialen Ansprüche mit dem Verweis auf die frühere Herrschaft des Römischen Reiches in der Region gerechtfertigt werden sollten.

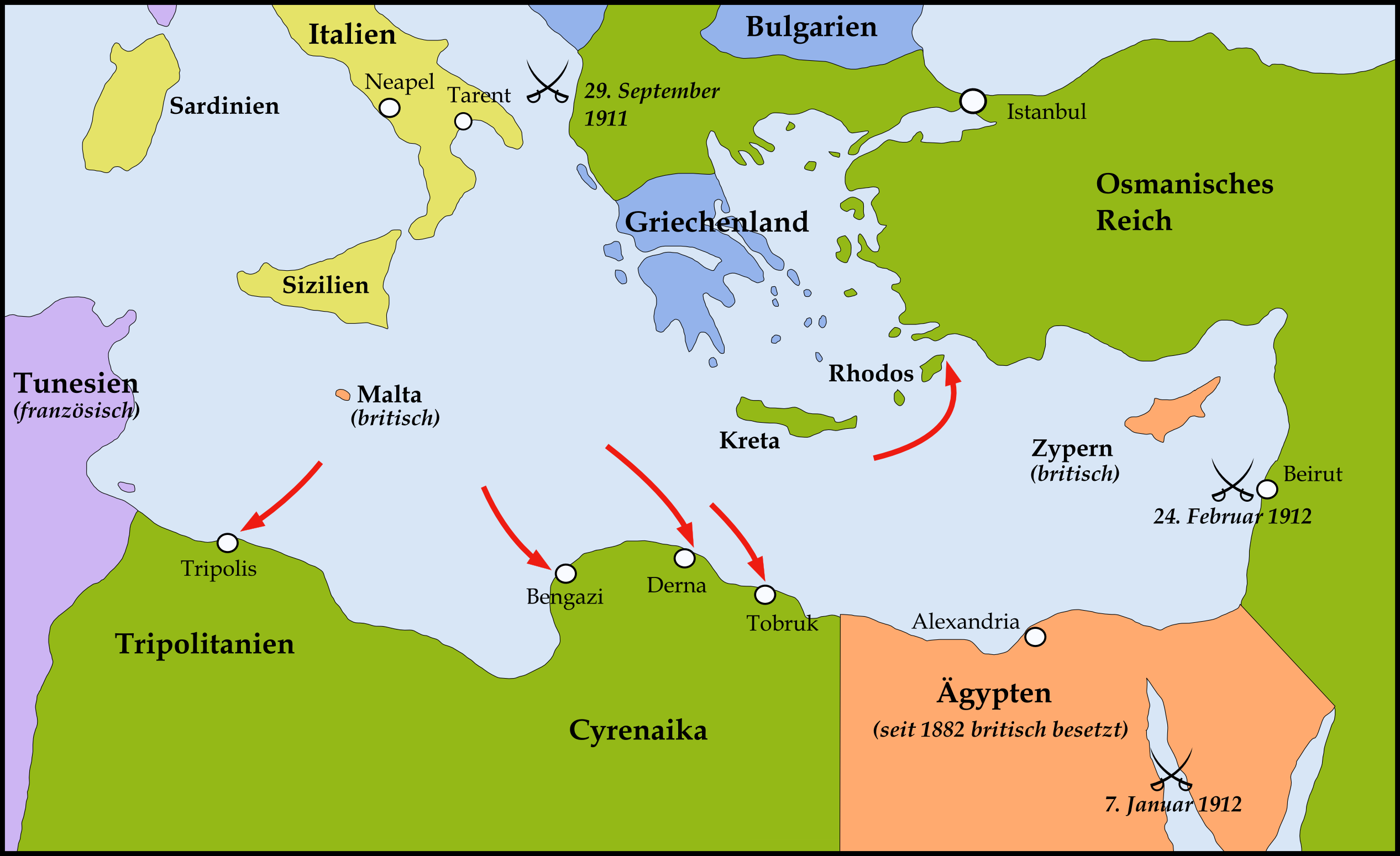
Militäroperationen Italiens im Türkisch-Italienischen Krieg 1911/1912

Am 28. September 1911 forderte das Königreich Italien unter Ministerpräsident Giovanni Giolitti vom Osmanischen Reich freie Hand bei der Besetzung der Provinz Tripolitanien. Sultan Mehmed V. wies dieses Ultimatum zurück. Tags darauf begann mit der Kriegserklärung Italiens der Italienisch-Türkische Krieg um Tripolitanien, und schon am 30. September starteten italienische Truppen mit der Beschießung des Forts von Tripolis. Ausgehend von der Annahme, der tripolitanischen Bevölkerung sei die „osmanische Tyrannei und Rückständigkeit“ verhasst, erwartete die italienische Führung, mit beschränkten militärischen Operationen eine rasche Besetzung des Landes erreichen zu können. In Wirklichkeit sahen sich die Italiener schon bald einer der stärksten und militantesten antikolonialen Widerstandsbewegungen Afrikas gegenüber. Die tripolitanische Bevölkerung hielt am osmanischen Sultan als spirituellem und politischem Führer fest, sodass Osmanen und Tripolitanier dem italienischen Expeditionskorps gemeinsam erbitterten Widerstand leisteten. Schon das liberale Italien setzte dabei auf maßlose Gewaltaktionen: Infolge ihrer Niederlage bei Shar al-Shatt (Sciara Sciat) am 23. Oktober 1911 ließ die italienische Invasionsarmee tausende Araber erschießen oder erhängen. Dennoch gelang Italien bis ins folgende Jahr kaum mehr als die Eroberung einiger Enklaven entlang der Mittelmeerküste. Im Oktober 1912, als das Osmanische Reich infolge des Ersten Balkankriegs geschwächt war und Italien mit dem Angriff auf die Dodekanes-Inselgruppe und die Dardanellen zu einer immer größeren Bedrohung wurde, schlossen Osmanen und Italiener den Vertrag von Ouchy. Das unklare und mehrdeutige Abkommen führte zum Abzug der osmanischen Truppen aus Tripolitanien, jedoch verzichtete das Osmanische Reich nicht vollständig auf seine Souveränität über die Provinz. Italien hingegen bestand auf seinen eigenen Souveränitätsansprüchen. Der endgültige Verzicht zugunsten Italiens erfolgte durch die Türken erst später im Vertrag von Lausanne 1923.
Am 9. Januar 1913 wurden in den von Italien besetzten Teilen Tripolitaniens zwei neue Kolonien gebildet: „Italienisch-Tripolitanien“ (Tripolitania italiana) und „Italienische Cyrenaika“ (Cirenaica italiana). Dennoch ging der Widerstand der örtlichen Bevölkerung weiter. Darüber hinaus verblieb auch nach dem offiziellen Abzug der osmanischen Armee eine Gruppe türkischer Offiziere im Land, die ihren Kampf gegen die Italiener fortsetzte. Den Italienern gelang 1913 die Eroberung Nord-Tripolitaniens und 1914 die des Fessan, auch weil sich Araber und Berber sowie die einzelnen arabischen Stämme untereinander nicht auf einen einheitlichen Widerstand verständigen konnten. In der Cyrenaika hingegen, wo sich der Widerstand um die islamisch-sufistische Senussi-Bruderschaft (Sanusiya) von Ahmad asch-Scharif konzentrierte, kamen Italiens Truppen weiterhin nicht über die Küstenstreifen hinaus. Der Beginn des Ersten Weltkrieges erforderte eine Verlegung großer Truppenteile und reduzierte die Streitkräfte der italienischen Besatzungsmacht, woraufhin im November 1914 im Fessan eine Rebellion begann, die sich auch auf Nord-Tripolitanien ausweitete. Den vereinten Truppen aus Nord-Tripolitanien, dem Fessan und der Cyrenaika gelang es, die italienische Armee zu besiegen, worauf diese sich an die Küste zurückzog – im Sommer 1915 beschränkte sich die italienische Herrschaft auf die Hafenstädte Tripolis, Derna, Homs und Bengasi. Diese für Italiens Großmachtambitionen demütigende Situation blieb bis nach dem Ersten Weltkrieg bestehen.

### Staatsgründungen in der Cyrenaika und Tripolitanien

Flagge des Senussi-Ordens

Der Zeitraum von 1915 bis 1922 gilt als die zweite Phase der Kolonisierung. Geschwächt durch den Eintritt in den Weltkrieg und bedrängt durch den tripolitanischen Widerstand, musste Italien Arabern und Berbern seit 1915 mehrere Konzessionen machen. Zudem formierten sich in dieser Phase zwei indigene Staaten auf dem Boden der ehemals osmanischen Tripolitaniens: das Senussi-Emirat in der Cyrenaika und die Tripolitanische Republik. Der Senussi-Führer Ahmad asch-Scharif verlegte bereits Ende 1912 sein Lager vom südlichen Kufra in die nördlichere Oase al-Dschaghbub und verkündete sein unabhängiges Emirat, das sich auf die arabischen Stämme der Cyrenaika stützte. Während des Ersten Weltkrieges drängten die Osmanen den militant-panislamischen Senussi-Führer zu Angriffen gegen das britische Ägypten, was asch-Scharif bei den Briten diskreditierte. Um trotzdem eine gegen Italien gerichtete Allianz zwischen Großbritannien und dem Senussi-Emirat zu ermöglichen, trat er 1916 zu Gunsten seines Cousins Idris als Senussi-Oberhaupt zurück. Dies resultierte in einer diplomatischen de-facto-Anerkennung der Senussi-Bruderschaft als Repräsentantin der Cyrenaika durch die Briten. Im gleichen Jahr eröffnete Idris Verhandlungen mit den Italienern unter Vermittlung Großbritanniens, die im April 1917 zum Vertrag von Acroma (Akramah) führten. Darin wurde die Cyrenaika in zwei Interessenssphären aufgeteilt, den italienisch beherrschten Küstenstreifen und das gesamte restliche Gebiet unter Verwaltung der Senussi. Bereits 1915 war den Italienern jedoch im Londoner Vertrag von Großbritannien, Frankreich und Russland die Herrschaft über das gesamte Gebiet der osmanischen Provinz Tripolitanien versprochen worden. Im Abkommen von Regima erkannte Italien trotzdem am 25. Oktober 1920 Idris’ erblichen Herrschertitel des Emir über dessen Gebiet mit Adschdabiya als administrativem Zentrum an. Die Italiener zahlten ihm und seiner Familie monatliche Zuschüsse, beteiligten sich an seinen allgemeinen Ausgaben und subventionierten seine Armee- und Polizeistreitkräfte.
In Tripolitanien hingegen hatte der Rückzug der Italiener aus dem Landesinneren 1914/1915 zu einem Machtvakuum geführt, das etliche rivalisierende Stammesführer zu füllen versuchten. Es kam zu Stammeskriegen und einer Aufsplitterung in viele kleine Herrschaftsgebiete. Bis 1916 etablierten sich zwei kämpfende Hauptparteien, der in der Syrte-Wüste aktive Senussi-Orden und Ramadan al-Shutaywi (auch al-Suwayhili oder al-Shitawi) als Herrscher des nordöstlichen Tripolitanien. Als die Senussi versuchten, ihren Einfluss auf das restliche Tripolitanien auszudehnen, kam es zum Krieg mit al-Shutaywi, der sie in einer Schlacht bei Bani Walid (Beni Ulid) besiegte. Infolgedessen reduzierte sich der Einfluss der Senussi außerhalb der Cyrenaika auf Teile des Fessan.

Flagge der Tripolitanischen Republik (1918–1922)

Nachdem sich die Osmanen 1918 endgültig aus Tripolitanien zurückgezogen hatten, fanden sich die dortigen Stämme ohne starke Verbündete wieder – im Gegensatz zur Unterstützung der Briten für den Senussi-Orden in der Cyrenaika. Daher einigten sich die Stammesführer auf eine gesamt-tripolitanische Regierung und riefen im November 1918 in Msallata (Al Qasabat) die „Tripolitanische Republik“ mit der Hauptstadt Misrata aus – die erste formal demokratische Regierung in einem arabischen Land. Die Republik gründete auf einer panislamischen Ideologie und wurde kollektiv von vier prominenten Stammesführern verwaltet – dem sogenannten „Rat der Republik“ –, da sich die tripolitanischen Stämme nicht auf einen Anführer einigen konnten. Zusätzlich fungierte der ägyptische panarabische Nationalist Abdel Rahman Azzam als Berater der Regierung. Mit der Tripolitanischen Republik entstand nach dem Senussi-Emirat in der Cyrenaika der zweite indigene Staat auf libyschem Boden.
Schon 1917 räumte Italien den Tripolitaniern Selbstverwaltungsrechte ein. 1919 gelang diesen die Aushandlung eines Friedensvertrages mit den kolonialen Obrigkeiten, der Tripolitanien ein Parlament, Pressefreiheit und die Staatsbürgerschaft für die muslimische Bevölkerung gewährte. Im Frühjahr 1920 versuchte die tripolitanische Regierung mit einer Militärkampagne ihre Autorität gegenüber allen Stämmen Tripolitaniens durchzusetzen, was erneut zu einem Bürgerkrieg führte. Dieser konnte erst im November 1920 mit dem Abkommen von Gharyan beigelegt werden, bei dem der alte Rat der Republik durch ein Reformkomitee als neue Regierung ersetzt wurde. Jegliche Vorstellungen Roms von einer italienischen Souveränität über Tripolitanien wurden abgelehnt. Außerhalb der von Italien beherrschten Küstenstädte, teilweise sogar innerhalb, gab das Reformkomitee der Tripolitanischen Republik Erlasse heraus und trieb Steuern sowie weitere eigene Abgaben ein. Außerdem wurden deutsche und türkische Offiziere nach Tripolitanien geschmuggelt und halfen beim Aufbau der republikanischen Administration, der Ausbildung einer kleinen regulären Armee sowie beim Bau einer Waffen- und Munitionsfabrik. Da die Italiener aber ihre kolonialen Ansprüche auf Tripolitanien bereits in Verträgen mit Großbritannien und Frankreich abgesichert hatten, wurde die neue Republik von keinem anderen Staat anerkannt. Unfähig, eine starke Front gegen die Italiener aufzubauen, boten die Führer Tripolitaniens dem Senussi-Oberhaupt Idris, der von den Italienern inzwischen als Emir der Cyrenaika anerkannt wurde, im Dezember 1921 auch die Herrschaft über Tripolitanien an.

## Verlauf

### Feldzug des liberalen Italien (1922)
In Reaktion auf den Versuch der Tripolitanier, eine antiitalienische Allianz mit der Cyrenaika unter Führung der Senussi zu schaffen, begann Gouverneur Giuseppe Volpi am 26. Januar 1922 den Feldzug zur Rückeroberung Tripolitaniens. Über den Seeweg landete eine 1.500 Mann starke italienische Truppe nahe dem Hafen von Misrata. Der von rund 200 Verteidigern gehaltene Hafen konnte von den Italienern erst nach siebzehn Tagen eingenommen werden. Innerhalb einer Woche nach dem Beginn der Kämpfe rief das tripolitanische Reformkomitee zum Angriff auf alle italienische Posten auf und verkündete den Dschihad. Die Eisenbahnverbindung nach Tripolis wurde unterbrochen und die eritreische Askari-Einheit der Italiener in al-ʿAzīzīya belagert – es folgten viele weitere kleinere Kampfaktionen. Nach einer Regierungskrise in Rom und der Ernennung des neuen Kolonialministers Giovanni Amendola wurde Ende Februar ein Waffenstillstand vereinbart, da die Führung in Rom über die weitere Vorgehensweise noch unentschlossen war.
Motivierend für die Tripolitanier wirkten die Entwicklungen im benachbarten Ägypten, das im März 1922 als Königreich seine Unabhängigkeit von Großbritannien erklärte. Da Tripolitanien auf die Unterstützung der Senussi-Führung der Cyrenaika angewiesen war, nahmen tripolitanische Gesandte an der Versammlung der cyrenäischen Stammesführer in Adschdabiya teil, wo sie Idris as-Senussi die Herrschaft über Tripolitanien anboten. Am 22. Juni wurde Idris von der tripolitanischen Repräsentanz auch offiziell zum Emir ausgerufen, nahm den Titel jedoch erst am 22. September an. Nach dem Ende der Waffenruhe am 10. April 1922 war Gouverneur Volpi, der nun die volle Unterstützung der italienischen Regierung in Rom genoss, bereit für die „Wiederherstellung der Normalität“, wie die präfaschistische Bezeichnung für die Rückeroberung lautete. Seinen 15.000 Soldaten standen etwa 7.000 „Rebellen“ gegenüber, die die Italiener bei az-Zawiya angriffen. Dem jungen Oberst Rodolfo Graziani, den Volpi zusammen mit anderen kompetenten Offizieren um sich versammelt hatte, gelang es nun in zehn Tagen, den Küstenstreifen von Tripolis bis Zuwara zu besetzen.

Eroberungen des liberalen und faschistischen Italien in Tripolitanien und der Cyrenaika bis 1927

Graziani modernisierte die Methoden des Wüstenkriegs und setzte auf schnell vorstoßende Verbände mit gepanzerten Fahrzeugen, die aus der Luft unterstützt wurden, sowie auf ungehemmte Brutalität. Unter der Oberaufsicht General Pietro Badoglios, eines kurz zuvor in Tripolis eingetroffenen Helden des Ersten Weltkrieges, marschierte Graziani am 30. April in der vom tripolitanischen Widerstand belagerten Stadt al-ʿAzīzīya ein. Bis Mitte Mai erlangten die Italiener die Kontrolle über die Ebene von al-Dschifara und fügten den Tripolitaniern schwere Verluste von 6.000 Mann zu. Ende Mai begann Graziani mit der sogenannten „Pazifizierung“ des westlichen Gebirges Dschabal Nafusa, wobei am 5. Juni die Stadt Nalut fiel. Gouverneur Volpi, der zu keinen Verhandlungen mit den tripolitanischen Vertretern mehr bereit war, hatte mittlerweile über Tripolitanien das Kriegsrecht verhängt, was einer formalen Kriegserklärung entsprach. Mussolinis Marsch auf Rom im Oktober 1922 hatte zunächst keinen großen Effekt auf den Krieg. Am 31. Oktober meldete Graziani die Einnahme der Stadt Yafran, im November folgte die Eroberung der Gebirgsgegend von Nalut bis Gharyan.

### Kontinuität und Neuausrichtung der Kolonialpolitik unter Mussolini

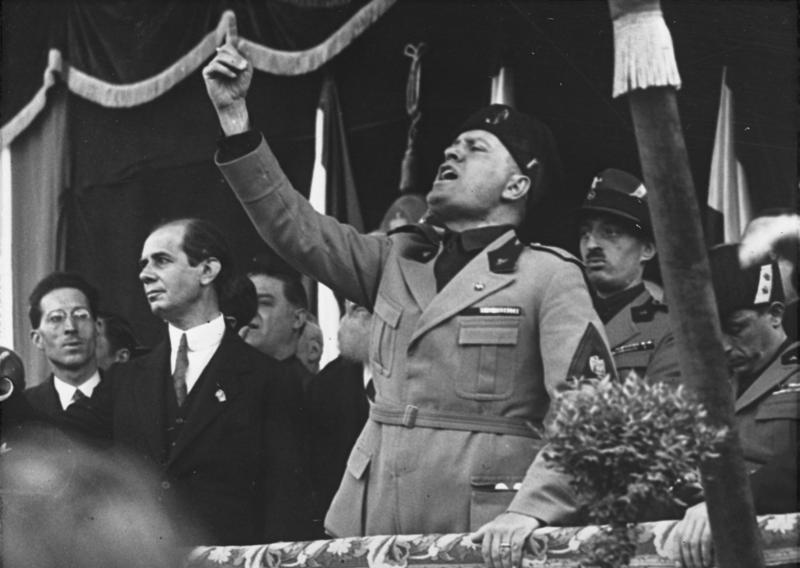
Italiens Diktator Mussolini bei einer Rede in Mailand (1930)

Das faschistische Italien konnte bereits auf eine lange koloniale Tradition der liberalen Vorgängerregierung zurückblicken. Gleichzeitig wurde unter der Regierung Mussolini der Kolonialismus transformiert: Ähnlich wie das imperialistische Japan, und im scharfen Kontrast zum traditionellen Kolonialismus des 19. Jahrhunderts, trachtete die faschistische Diktatur nach der Implementierung einer Form des Siedlerkolonialismus, der „total von oben gesteuert war, und der die Umsiedlung von Millionen Kolonisten vorsah“. Auch basierte der italienische Kolonialfaschismus zu einem viel höheren Grad auf rassistischer Ideologie und ging mit beispielloser Gewalt gegen die einheimische Bevölkerung vor. Wann und inwiefern der Antritt Mussolinis zum Ministerpräsidenten eine neue (dritte) Phase der Kolonisierung Tripolitaniens und der Cyrenaika einleitete, ist unter Historikern umstritten. Laut Hans Woller (2010) verlieh Mussolinis Regierung dem Feldzug „nach 1922 sofort eine neue Qualität“, die sich vor allem in der großangelegten Enteignung der einheimischen Bevölkerung geäußert habe. Dieser Druck auf die Tripolitanier und Cyrenäer habe dann nach der Etablierung der faschistischen Diktatur 1925 weiter zugenommen. Andere Historiker sehen den Beginn der faschistischen Phase im Jahr 1923, als Italien auch die Verträge über Autonomie und Selbstverwaltung mit den Senussi aufkündigte und mit der Eroberung der Cyrenaika begann. Der italienische Historiker Luigi Goglia (1988) führt als Eckdatum für den Wandel vom liberalen zum faschistischen Kolonialismus den 15. April 1926 an. An diesem Tag zelebrierte Mussolini in Tripolis die bisherigen Eroberungen in Tripolitanien und der Cyrenaika und hielt eine vielbeachtete programmatische Rede zur italienischen Kolonialpolitik.
Den Faschisten ging es nicht ausschließlich um eine Unterwerfung der rebellischen Stämme. Ziel der imperialen Politik war es, dem italienischen Volk „Lebensraum“ zu verschaffen, den es zur Erfüllung seiner „historischen Sendung“ benötige. Aus der Sicht der Faschisten war die sogenannte „Pazifizierung“ des Landes bloß die Grundvoraussetzung für die weitere Entwicklung der beiden nordafrikanischen Territorien. Der Besitz von Kolonien galt ihnen als notwendig wie legitim, da eine überbevölkerte Nation ohne Bodenschätze – wie sie Italien aus ihrer Sicht war – ein „natürliches Recht“ besitze, koloniale Kompensationen zu suchen. Rund um die Große Syrte sollte nach dem Vorbild des antiken Römischen Reichs mit seinen Städten Sabratha, Oea, Leptis Magna und Kyrene eine blühende Siedlungskolonie entstehen.

Das Liktorenbündel-Emblem, wie es 1927 bis 1929 als Staatssymbol Italiens und Symbol des italienischen Faschismus verwendet wurde

Mussolini wollte zunächst Herr in den eigenen Besitzungen sein und sie konsolidieren, ehe er von dort aus weitere imperiale Aktionen starten konnte. Seine Pläne sahen den Vorstoß von Nordafrika durch die Sahara über Kamerun an den Atlantik und von dort eine Verbindung zum Horn von Afrika vor, so dass schließlich die ganze nördliche Hälfte Afrikas zu seinem Imperium gezählt hätte. Italien war militärisch und wirtschaftlich zu schwach und zu abhängig von den internationalen Finanz- und Rohstoffmärkten, um die Westmächte offen herauszufordern. Der Expansionsdrang der neuen Regierung richtete sich deshalb anfangs auf die eigenen Kolonien in Nordafrika (Tripolitanien und Cyrenaika) und am Horn von Afrika (Kolonie Eritrea und Italienisch-Somaliland). Dem deutschen Historiker Hans Woller (2010) zufolge könne die Rückeroberung der Kolonien deshalb auch nicht als ein Akt der Innenpolitik angesehen werden, sondern „sie bildete den Auftakt eines gigantischen Eroberungsprogrammes, bei dessen Realisierung Mussolini zu denkbar radikalen Mitteln griff“. Unter der Losung La Riconquista Fascista della Libia („Die faschistische Wiedereroberung Libyens“) begann die Regierung eine breit angelegte militärische Offensive zur Unterwerfung aller Landesteile des heutigen Libyens. Ziel dieser Militäroperation war einerseits eine vollständige „Pazifizierung“ der beanspruchten Gebiete und andererseits eine weitgehende Vertreibung der einheimischen Bevölkerung, um den Weg für die Kolonisation Tripolitaniens und der Cyrenaika durch italienische Siedler zu ebenen.

### „Rückeroberung“ Nord-Tripolitaniens (1923–1924)
Die faschistische Regierung konzentrierte sich zunächst auf die Eroberung Tripolitaniens, wo vier Fünftel des fruchtbaren Bodens lagen. Die dortige Generaloffensive begann am 29. Januar 1923, und bereits am 5. Februar nahmen die Italiener die Stadt Tarhuna ein. Es folgte ein Vorstoß über Zliten nach Misrata, das am 26. Februar 1923 besetzt wurde. Infolgedessen bombardierte die italienische Luftwaffe auch arabische Flüchtlingstrecks mit über 2.000 Menschen aus Zliten. Mit der Besetzung des Berglandes von Dschabal Nafusa und der Küstenstadt Misrata im Februar 1923 war die Einnahme des sogenannten „nützlichen Tripolitanien“ abgeschlossen. Bei der Ausdehnung der Militäraktionen auf das östliche und südliche Tripolitanien traten zunächst Schwierigkeiten auf. Konflikte zwischen den tripolitanischen Stammesführern im Hinblick auf die Zusammenarbeit mit der Senussi-Bewegung schwächten jedoch den Widerstand: Während Ahmad Sayf al-Nasr mit den Senussi zusammenarbeitete, stellten sich andere Aufstandsführer wie Abt al-Nabi Bilkhayr und Ramadan al-Shutaywi gegen die Präsenz der Senussi in Tripolitanien. Ab Frühling 1923 wurde die „Rückeroberung“ Tripolitaniens zusehends brutaler gegenüber den aufständischen Stämmen. Einige entkamen in die Syrte-Wüste, einige Stammesführer flohen nach Tunesien und Ägypten. Im Dezember 1923 fiel Bani Walid in italienische Hand, im Februar 1924 wurde Ghadames erobert. Mit der Einnahme von Mizda im Mai 1924 war die „Pazifizierung“ Nord-Tripolitaniens vollendet. Rodolfo Graziani wurde als „Held“ des Feldzuges zum General befördert.
Im Kern zielte die faschistische Eroberungspolitik auf eine Neuverteilung des bebaubaren Bodens und die Zerstörung der traditionellen Stammesgesellschaften ab. Teil dieses Programms war die Vertreibung der indigenen Bevölkerung, die nun aus den fruchtbaren Küstenregionen in die Trockengebiete ausweichen musste, wenn sie nicht für Niedrigstlöhne in den Dienst der Kolonialmacht treten wollte, um Repräsentationsbauten und Straßen zu errichten. Schon unter Gouverneur Volpi kam es zu einer Welle von Landenteignungen, die das traditionelle Wirtschafts- und Gesellschaftssystem Tripolitaniens zersetzten. 1923 erließ Volpi ein Dekret, das die Beschlagnahme aller Ländereien vorsah, die Personen gehörten, die den libyschen Widerstand unterstützten. Überantwortet wurde das Land in der Regel nicht kleinen Kolonisten, sondern Agrargesellschaften, Latifundisten oder „verdienten Faschisten“. Allein Gouverneur Volpi erhielt für seine „Verdienste“ zwei Millionen Hektar Land geschenkt und wurde so zum nordafrikanischen Großgrundbesitzer, bevor er im Sommer 1925 als neugeadelter Finanzminister in das Kabinett Mussolini berufen wurde. Der Schweizer Historiker Aram Mattioli fasst diesen Teil der italienischen Kolonialpolitik als „einen gigantischen Landraub“ zusammen, da seit 1923 Jahr für Jahr zehntausende Hektar fruchtbaren Bodens den Besitzer wechselten. Zum Zufluchtsort für den Großteil der Widerstand leistenden tripolitanischen Stämme wurde nun die südliche Region Fessan. Zusammen mit dem fessanischen Stamm der Awlad Sulayman führten sie fortan einen Guerillakrieg. Sie bekämpften die Italiener in Kleingruppen, vermieden offene Feldschlachten und ließen sich bloß auf kurze Gefechte und Scharmützel ein. Vor allem bei Nacht verübten sie Sabotageakte und griffen Konvois und Militärstationen an.
Aufgrund der nur langsam voranschreitenden Expansion gen Süden ernannte Mussolini im Juli 1925 den 59-jährigen General Emilio De Bono zum Nachfolger Volpis als Generalgouverneur Tripolitaniens. Unter De Bono, einem hochdekorierten Weltkriegsgeneral und Faschistenführer beim Marsch auf Rom, reagierten die Italiener auf die Guerillataktik der Mudschahedin mit einem noch brutaler werdenden Kleinkrieg: Es kam zu zahlreichen Exekutionen sowie dem Einsatz von Giftgas. Italien war den Mudschahedin sowohl numerisch als auch technologisch überlegen.

### Guerillakrieg in der Cyrenaika (1923–1927)

#### Senussi-Bewegung und italienische Anfangsoffensive
Im Unterschied zu Tripolitanien, wo alte Rivalitäten und Konflikte zwischen den Stämmen die Bildung einer einheitlichen Widerstandsfront verhindert hatten, traten die Aufständischen in der Cyrenaika geschlossen auf. Hier stützte sich der Widerstand ganz auf die Senussi-Bewegung, eine 1833 in Mekka gegründete Bruderschaft, die sich für die Erneuerung des Islams und eine Befreiung der arabischen Länder vom europäischen Einfluss einsetzte. Die Senussi-Bruderschaft unterhielt ein feinmaschiges Netz von islamischen Kulturzentren und war dadurch in der Cyrenaika gesellschaftlich verankert. Diese sogenannten „gemischten Lager“ (zǎwiyas) waren Wohn- und Versammlungsorte, die sowohl dem Glauben dienten als auch wichtige Funktionen im sozialen Leben erfüllten. So umfassten sie neben Moschee und Koranschule oft auch Hospitäler, Läden und Unterkünfte für Reisende und spielten im Handel und Austausch eine wichtige Rolle. Geleitet wurden die zǎwiyas von Scheichs der Senussi.
Die Beduinen der Cyrenaika lehnten jede Form der kolonialen Fremdbestimmung ab, die ihre traditionelle Lebensweise als Hirtennomaden bedrohte. Der Islam und vor allem die orthodoxe sufistische Lehre der Senussi-Bewegung waren die ideologisch-kulturelle Basis der Widerstandsbewegung. Die religiösen Vorschriften ihres Begründers Mohammed Ali as-Senussi (1787–1859) bildeten den Kern einer eigenständigen nationalen Kultur, aus der der antikoloniale Kampf seine Motivation und Legitimation schöpfte. Seit der Flucht seines Emirs Idris as-Senussi nach Ägypten (1922) stand der Senussi-Orden unter der stellvertretenden Führung von dessen Bruder Mohammad al-Rida. Den Oberbefehl über den militärischen Widerstand übergab Idris an Omar Mukhtar, einen bereits über sechzigjährigen Senussi-Scheich.
Zu Beginn des Jahres 1923 wurde General Luigi Bongiovanni der erste faschistische Gouverneur der Cyrenaika und erhielt von Mussolini eine persönliche Order zum „harten Durchgreifen“. Im März forderte Bongiovanni vom stellvertretenden Senussi-Oberhaupt Mohammad al-Rida, die islamischen zǎwiya-Zentren und andere militärische Einrichtungen zu schließen. Al-Rida entgegnete, er habe keine Verhandlungsvollmacht, woraufhin die Italiener im gleichen Monat den Krieg mit der Besetzung südlicher Umräume von Bengasi begannen. Auch das cyrenäische Parlament wurde im März 1923 aufgelöst. Im April wurde Al-Ridas administratives Zentrum Adschdabiya eingenommen und alle Abkommen mit den Senussi bis zu diesem Zeitpunkt für nichtig erklärt. Für die Offensive standen Gouverneur Bongiovanni vier italienische, fünf eritreische und zwei libysche Bataillone zur Verfügung, mit einer Gesamtinfanterie von bis zu 8.500 Mann. Hinzu kamen noch kleinere Kavallerie-, Gebirgs- und Ingenieur-Einheiten. Die Senussi konnten auf etwa 2.000 reguläre Soldaten in den zǎwiya-Zentren sowie auf bis zu 4.000 irreguläre Krieger unter den Stämmen des Dschabal-Achdar-Gebirges zurückgreifen.
1923 fokussierten sich die Italiener lediglich auf die „Pazifizierung“ der Gegend zwischen den Küstenstädten Qaminis und Adschdabiya. Bei den mit gepanzerten Fahrzeugen und motorisierter Infanterie durchgeführten Überraschungsangriffen der Italiener auf die Lager der Widerstandskämpfer wurden zwischen Mai und September 800 Nomaden getötet. Auch starben etwa 12.000 Schafe bzw. wurden beschlagnahmt. Bongiovannis Offensive konnte einige Anfangserfolge verbuchen, die jedoch kaum von ausschlaggebender Bedeutung waren. Dazu gehörte die Auflösung örtlicher zǎwiya-Zentren sowie die zeitweise Besetzung von Adschdabiya. Im Juni gelang den italienischen Truppen die erste Massenunterwerfung (etwa 20.000 Menschen) in der Gebirgsregion bei Barke, gleichzeitig erfuhren sie eine schwere Niederlage im Kampf mit dem in der Syrte-Wüste beheimateten Stamm der Mogarba, bei dem sie 13 Offiziere, 40 italienische Soldaten und 279 Askari verloren.

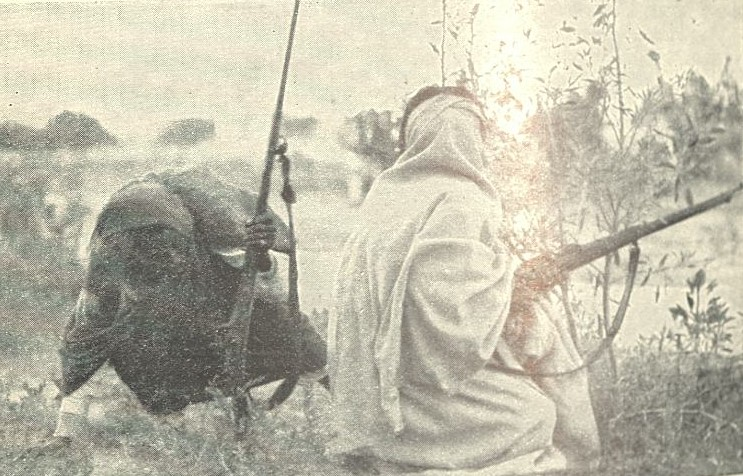
Ein libyscher Beduine im Kampf gegen einen eritreischen Askari

Im Jahr 1924 gründete Omar Mukhtar einen vereinigten Militärrat sowie zahlreiche adwar. Dabei handelte es sich um Kampfverbände der einzelnen Stämme, die jeweils über einige hundert Mann verfügten. Jeder Stamm beteiligte sich freiwillig mit einer gewissen Anzahl von Kämpfern, Waffen und Verpflegung. Für den Fall ihres Todes sagten die Stämme zu, die Verluste wieder zu ersetzen. Die Wüstenkrieger waren den italienischen Kolonialtruppen an Zahl, Schnelligkeit und Feuerkraft weit unterlegen. Daher vermieden sie Entscheidungsschlachten, und versetzten in kleinen Kampfgruppen der Kolonialmacht immer wieder empfindliche Schläge, bevor sie sich im Schutz der Dunkelheit in ihre Verstecke zurückzogen. Über die Jahre kam es zu Hunderten von Gefechten und Sabotageakten. Ihre numerische und technologische Unterlegenheit machten die Mudschahedin durch ihre Guerillataktik, ihre Geländekenntnisse und ihre gesellschaftliche Verankerung wett.

#### Kampf um den Dschabal Achdar und al-Dschaghbub
Das natürliche Bollwerk des Dschabal-Achdar-Gebirges wurde ab 1924 zum Hauptgebiet der cyrenäischen Guerilla. Das Kalksteinplateau in der nördlichen Cyrenaika mit seinem Dickicht und den Wäldern, durchsetzt mit Schluchten und Höhlen, stellte ein ideales Terrain für den Guerillakampf dar. Im Frühjahr 1924 und 1925 nahmen die italienischen Truppen die Offensive im Dschabal Achdar mit einer Serie von Operationen auf, bei der sie offensichtlich stärker gegen die Zivilbevölkerung vorgingen als gegen die adwar-Einheiten des Widerstands. So töteten die italienischen Streitkräfte zwar hunderte einheimische Männer und zehntausende Nutztiere, konnten dabei aber nur einige Dutzend Gewehre sicherstellen. Bis 1924/1925 standen die Italiener mit dem größten Teil der cyrenäischen Nomaden in Konflikt. Die Bewohner der Städte und Dörfer beteiligten sich nur geringfügig an den Kämpfen, unterstützten die Rebellion aber materiell. Den größten Widerstand leistete die Bevölkerung des Berglands, wo seit der Zeit des Römischen Reiches keine Zentralmacht vorhanden war, und die Wüstenbewohner, die sich schon immer selbst regiert hatten. Insgesamt verloren die Stämme des Dschabal Achdar von 1923 bis 1926 nach italienischen Schätzungen 1.500 Mann und 90.000 bis 100.000 domestizierte Tiere, behielten jedoch weiterhin die Kontrolle über den größten Teil der Hochebene und die Halbwüsten im Hinterland.

Das Kampfterrain des Dschabal Achdar
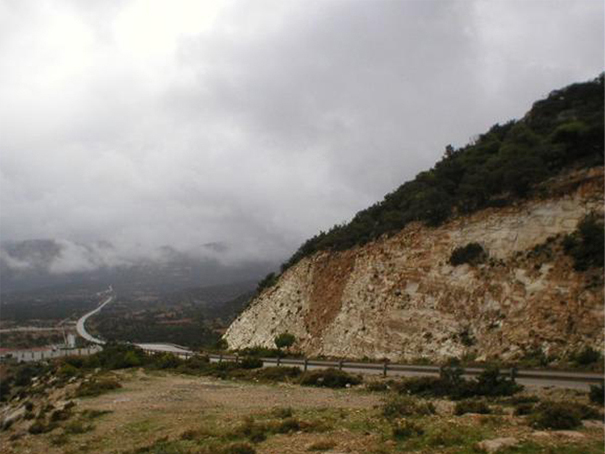
Eine Straße im Vorgebirge
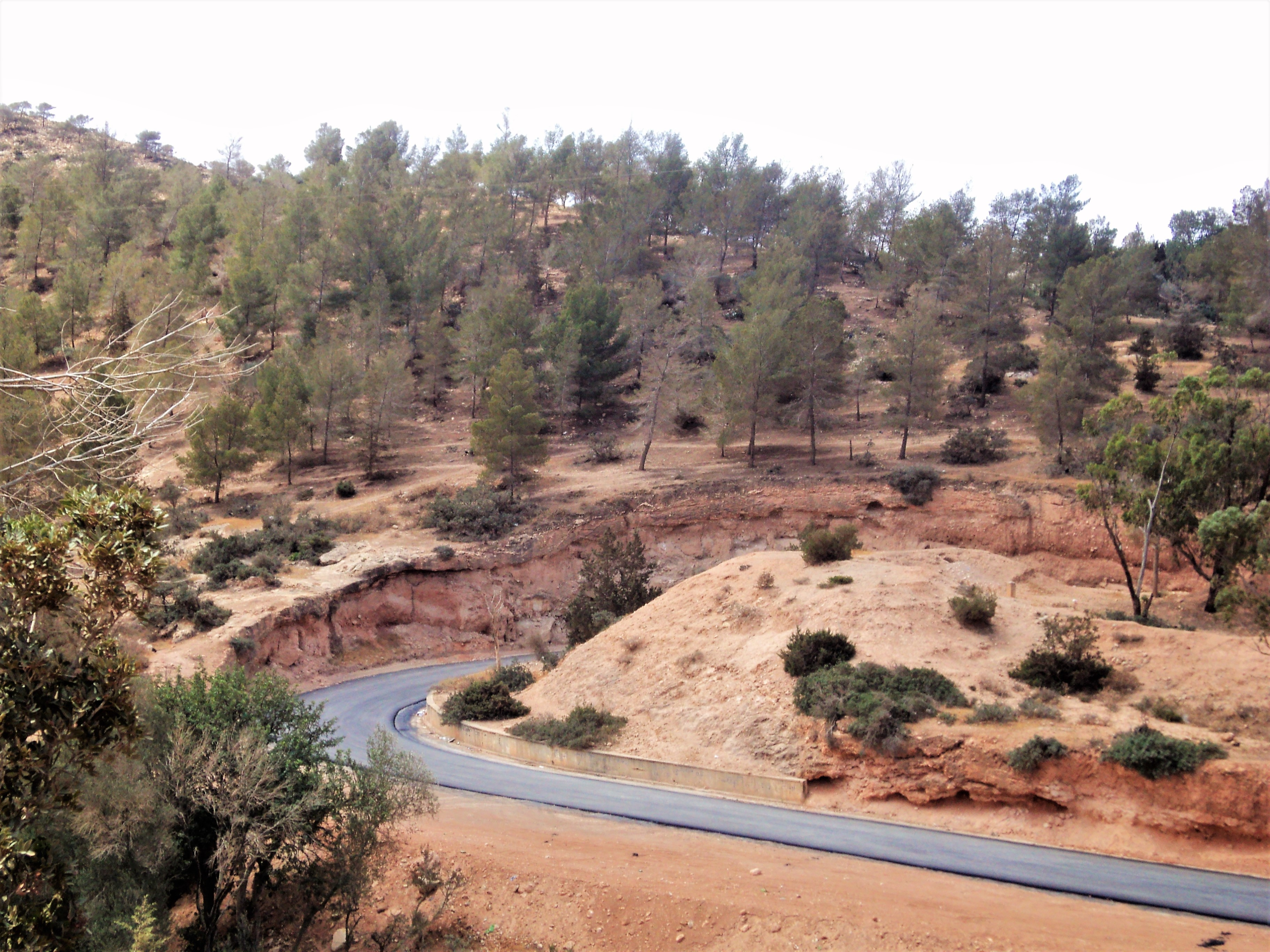
Eine Straße
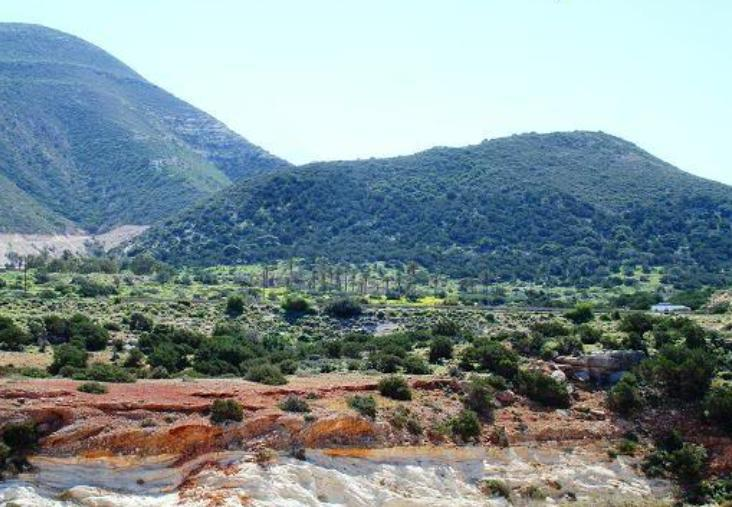
Blick auf Wälder und Hügel (2012)
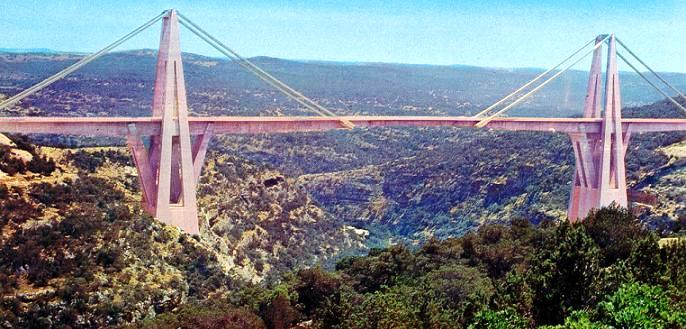
Die heutige Brücke über das Wadi al-Kuf (1970)
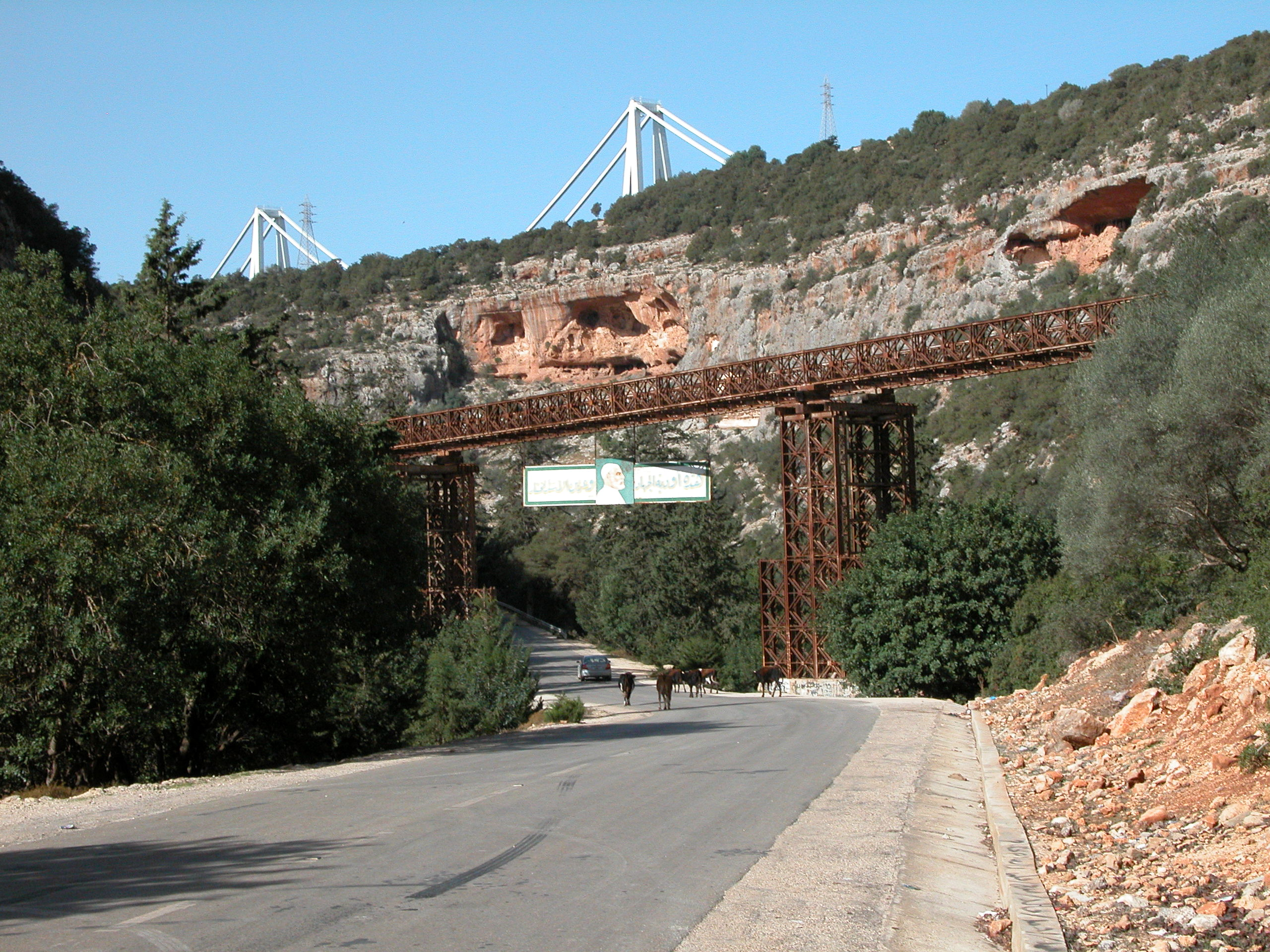
Von der Guerilla benutzte Höhlen (2007)

Ernesto Mombelli, der im Mai 1924 Gouverneur Bongiovanni abgelöst hatte, favorisierte nun die Eroberung von al-Dschaghbub, der alten Hauptstadt des Senussi-Ordens. Mit deren Einnahme glaubte Mombelli das Prestige der Senussi zu untergraben und vielleicht ein Ende der Rebellion herbeizuführen. Ein Angriff auf al-Dschaghbub war schon mehrere Male seit Beginn der Kolonisierung 1911 in Betracht gezogen worden, jedoch erkannte Ägypten erst 1925 die Stadt und einen angrenzenden Gebietsstreifen als italienisches Territorium an. Im Januar 1926 startete eine motorisierte Kolonne von 2.500 Mann ihren Marsch gegen die von kleinen Mauern umgebene Stadt. Am 5. Februar warfen italienische Flieger Flugblätter über al-Dschaghbub ab, die die Einwohner zur Aufgabe aufriefen und Respekt gegenüber der heiligen Stätte der Senussi versprachen. Anschließend drangen zwei italienische Kolonnen behutsam in die Stadt ein, ohne auf Gegenwehr zu treffen. Am 7. Februar war die Stadt eingenommen. Die Operation war ein logistischer Triumph und demonstrierte eine zunehmende Meisterung des Wüstenkrieges durch die Italiener, da 2.500 Mann über eine Strecke von rund 200 Kilometern Wüste hinweg versorgt werden mussten. Jedoch hatte der Sieg kaum Auswirkungen auf den Verlauf des Krieges. Die Senussi-Kämpfer hatten den Ort rechtzeitig verlassen und ihr Widerstand blieb ungebrochen.
Das Scheitern der italienischen Militäroffensiven in der Cyrenaika stand in starkem Kontrast zu den Erfolgen, die Italien gleichzeitig beim Feldzug in Tripolitanien erlangen konnte. Deshalb wurde Mombelli Ende 1926 nach Rom zurückbeordert und durch General Attilio Teruzzi abgelöst. Teruzzi – ein hochrangiges Mitglied der faschistischen Staatspartei PNF – versprach bei seiner Ankunft in der Cyrenaika, die „volle Macht des römischen Gesetzes“ gegenüber den Widerstandskämpfern durchzusetzen. Zur Unterstützung wurde ihm General Ottorino Mezzetti zugeteilt, der neben Rodolfo Graziani einer der Oberbefehlshaber in Tripolitanien war. Die erste Zielvorgabe der beiden bestand in der Erlangung der Kontrolle über das Dschabal Achdar. Zu diesem Zweck wurde eine große Streitmacht zur Verfügung gestellt: neun eritreische und zwei libysche Askari-Bataillone, ein libysches Kavallerie-Schwadron (Spahies) und weitere Einheiten – insgesamt etwa 10.000 Mann, zu denen noch aus italienischen Soldaten bestehende örtliche Besatzungstruppen kamen. Durch einen stärkeren Einsatz von Funk und Luftwaffe konnten die Truppen außerdem effektiver koordiniert werden.
Dieser Übermacht konnten die adwar-Truppen nur etwa 1.850 Kämpfer entgegensetzen. Während die italienischen Streitkräfte bei den Kämpfen von Juli bis September 1927 nur leichte Verluste erlitten, waren auf cyrenäischer Seite insgesamt 1.200 tote Männer sowie 250 Frauen und Kinder an Geiseln zu beklagen. Dazu kamen noch Tausende von den Italienern getötete oder beschlagnahmte Nutztiere. Die Tatsache, dass die Italiener dabei erneut vergleichsweise wenige Waffen konfiszieren konnten (269 Gewehre), deutet wiederholt eine stärkere Beeinträchtigung der nichtkämpfenden Bevölkerung und das Entkommen des Großteils der Rebellen an. Dennoch markierte die Offensive eine militärische Wende: Die adwar-Einheiten mussten ihre Kampfgruppen verkleinern und größere Truppenkonzentrationen vermeiden. Ihre Unterstützung durch die Bevölkerung blieb jedoch ungebrochen.

### Eroberung des Fessan (1928–1930)
Als Militärgouverneur für Süd-Tripolitanien konzentrierte sich General Graziani von 1926 bis 1927 auf die Festigung der Beziehungen mit einzelnen Stämmen. Mit einer Strategie des Divide et impera bemühte er sich um eine Kollaboration einzelner Stammesführer mit den Italienern, um sie als Instrument für ein weiteres Vordringen nach Süden zu gewinnen. Die Berber sowie einige arabische Stämme wurden italienische Verbündete. Widerstand leisteten die Stämme der Awlad Sulayman, Warfalla, Guededfa, Zintan, Awlad Busayf und später auch die Mashashiya.

Eroberungen des faschistischen Italien 1928 bis 1931

Ab Herbst 1927 bereitete sich die italienische Armee auf die Herstellung einer Landverbindung zwischen Tripolitanien und der Cyrenaika vor, was durch die Eroberung aller südlichen Gebiete bis zum 29. Breitengrad erreicht werden sollte. Dadurch wollte man einerseits die Gefahr beseitigen, die von den aufständischen Stämmen der Mogarba und der Awlad Sulaiman aus der Syrte-Wüste ausging. Andererseits beabsichtige General Graziani damit einen Keil zwischen die fessanischen und cyrenäischen Widerstandsgruppen zu treiben, um einen freien Rücken für Eroberung des südlichen Fessan zu haben. Am 1. Januar 1928 startete seine tripolitanische Kolonne 50 Kilometer westlich von Syrte, während die cyrenäische Kolonne aus Adschdabiya losmarschierte. Beide Einheiten trafen sich an der Mittelmeerküste bei der Ortschaft Ras Lanuf. Die libyschen Widerstandskämpfer zogen sich zurück und vermieden eine direkte Konfrontation. Den ersten Erfolg konnte die Offensive schon am zweiten Tag verzeichnen, als Mohammad al-Rida, der den Widerstand von seinem Hauptquartier in Jalu aus koordinierte, den Italienern in Adschdabiya seine bedingungslose Unterwerfung anbot. Nach al-Ridas Kapitulation ging seine Position als stellvertretendes Senussi-Oberhaupt an Omar Mukhtar weiter.
Anfang Februar wurden die fessanische Oase al-Dschufra sowie die beiden cyrenäischen Oasen Dschalu (Jalu) und Audschila von italienischen Truppen besetzt. Bis März 1928 waren der Küstenstreifen und die Oasen von den Italienern erobert. Der arabische Widerstand wurde in zwei Schlachten besiegt, im Januar bei Bu Ella in der Cyrenaika und im Februar nördlich der Oase Zalla bei Tagrift (Bir Tigrift) in Tripolitanien. Hier kam es am 25. Februar zu einem siebenstündigen Gefecht zwischen italienischen Streitkräften und rund 1.500 Stammeskriegern. Die Verteidiger mussten sich schließlich nach 250 getöteten Männern und hunderten Verwundeten geschlagen geben. Die italienische Luftwaffe spielte bei diesen Operationen eine Schlüsselrolle. Bis Herbst 1928 konnten die Italiener eine gewisse Kontrolle über die eroberten Gebiete erlangen, jedoch war ihre Herrschaft noch immer nicht gesichert. So griff zwischen 29. und 31. Oktober 1928 eine Widerstandsgruppe die italienischen Streitkräfte bei der Oase al-Dschufra an, wobei sich die Araber nach schweren Gefechten und etwa einhundert Toten wieder in ihre Basis im Fessan zurückzogen.
Die Eroberung des Fessan verlief nun in drei Phasen und begann Ende November 1929: Das erste italienische Ziel war die Einnahme des Tales von Wadi asch-Schati’, wo sich die Siedlungen des aufständischen Stammes der Zintan befanden. Danach rückten die Italiener nach Wadi al-Adschal vor – hier versammelten sich die Krieger des Stammes der Warfalla. Die letzte Phase bestand in der italienischen Besetzung von Murzuk, wo der libysche Widerstand unter der Führung von Ahmad Sajf an-Nasr stand. Am 5. Dezember fiel die Stadt Brak in italienische Hand, neun Tage später folgte Sabha und Mitte Januar 1930 eroberten die Italiener Murzuk. Am 15. Februar 1930 wurde schließlich die italienische Trikolore über dem besetzten Ghat gehisst. Der verbliebene Rest der besiegten Stämme flüchtete in Richtung Tunesien, Niger, den Tschad oder nach Ägypten, wobei General Graziani sie auf dem Weg von der italienischen Luftwaffe bombardieren ließ.

### Kriegsführung und Kriegsverbrechen

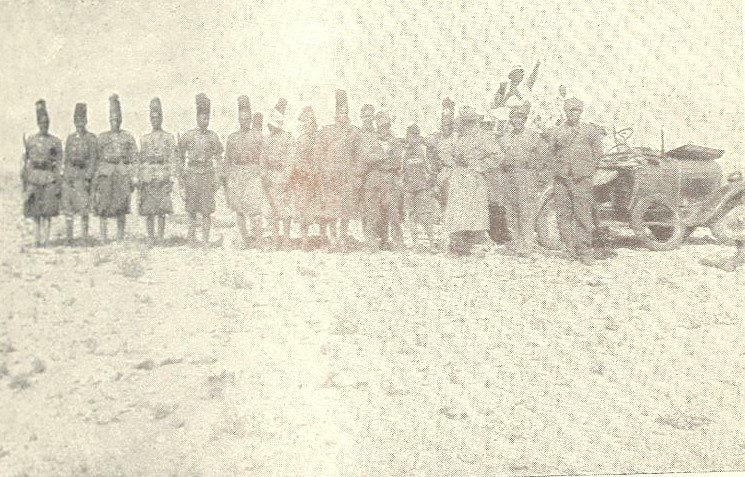
Für Italien kämpfende eritreische Askari-Soldaten im Libyenkrieg (1930)

Die von kampferprobten Offizieren befehligten italienischen Einheiten bestanden – neben Soldaten aus Italien – zu drei Vierteln aus eritreischen Askaris, die für ihre besondere Grausamkeit gefürchtet waren. Die große Mehrheit von ihnen waren Christen, die für den Kampf gegen die libyschen Muslime mobilisiert worden waren. Von den Arabern wurden sie nach der eritreischen Hafenstadt Massawa als Massuā bezeichnet. Insgesamt stellte Eritrea als Italiens erste Kolonie zwischen 1911 und 1943 zwischen 60.000 und 150.000 koloniale Soldaten für die Eroberung und Besatzung Libyens zur Verfügung. Gleichzeitig hatte die italienische Kolonialmacht um 1929 auch unter den Tripolitaniern und Cyrenäern Kollaborateure gefunden, die als militärische Reiseleiter, Wachmänner, Spione, Berater oder Soldaten dienten. Diese Kollaborateure wurden vom libyschen Widerstand als banda (italienisches Wort für Militärkapellen) oder mutalinin („die italienisch Gewordenen“) bezeichnet.
Wie die anderen Kolonialmächte setzte auch Italien modernste Kriegstechniken ein. Dazu gehören Telefon und Funk zur Koordination der Aktionen; schnelle, leicht gepanzerte Einheiten und vor allem Flugzeuge, denen die berittenen oder zu Fuß kämpfenden Mudschaheddin nichts Gleichwertiges entgegenzusetzen hatten. Für die Regia Aeronautica, die italienische Luftwaffe, die erst seit 1923 als eigenständige Teilstreitkraft neben Heer und Marine existierte, entwickelte sich der koloniale Eroberungsfeldzug in Nordafrika zum ersten Ernstfall überhaupt. Neben Aufklärungs- und Versorgungsaufgaben griff sie natürlich auch in die Kampfhandlungen ein. Nicht nur Kämpfer, sondern auch die Lager der Stämme wurden von ihr bombardiert oder unter automatisches Feuer genommen. Auch Trecks von Flüchtenden mit ihrem Vieh, die sich nach Ägypten oder Algerien durchzuschlagen versuchten, verschonten die Tiefflieger nicht. Die italienische Luftwaffe bediente sich dabei auch des Flächenbombardements, der sogenannten „fliegenden Gerichte“.
Wie Spanien im Rifkrieg in Marokko setzte auch die italienische Luftwaffe in auf dem Gebiet des heutigen Libyen – wenn auch noch sporadisch – Giftgas ein. Hauptbefürworter dieser Art der Kriegsführung war der faschistische Gouverneur Emilio De Bono; die verwendeten Kampfstoffe waren Yperit und Phosgen. Schätzungen gehen davon aus, dass zwischen 1922 und 1930 in Tripolitanien und der Cyrenaika insgesamt 50 mit Chemikalien gefüllte Bomben verschiedenen Kalibers abgeworfen wurden. Diesen Angriffen fielen laut groben Schätzungen mindestens hundert Männer und Frauen und zirka 2.000 Nutztiere zum Opfer. So wurde der tripolitanische Stamm der Zintan 1925 bei seinem Hauptlager in al-Tabunia mit Giftgas bombardiert. Im Januar 1928 warfen vier Caproni Ca.73-Flugzeuge südlich von Nufilia Giftgasbomben auf rund 400 Zelte ab, und im Februar 1928 wurde der fessanische Stamm der Mogarba er Raedat mit Yperit überzogen. Am 31. Juli 1930 bombardierte die italienische Luftwaffe die Cyrenaika-Oase von Tazerbo, in der „Rebellen“ vermutet wurden, mit 24 Yperit-Bomben von je 21 Kilogramm Gewicht. In der Cyrenaika wurde mit Kufra außerdem auch die „heilige Stadt“ der Senussi ein Ziel von Giftgasattacken. Mit diesen Aktionen verstießen Mussolini und seine Generäle gegen das von Italien ohne Vorbehalt mitunterzeichnete Genfer Protokoll über das Verbot der Verwendung von erstickenden, giftigen oder ähnlichen Gasen von 1925.
Weit mehr Tote als der Giftgaseinsatz forderten die herkömmlichen Repressionsmaßnahmen wie willkürliche Massenerschießungen und öffentliche Exekutionen. Ihr Zweck bestand darin, die Zivilbevölkerung von einer Kollaboration mit den Widerstandsgruppen abzuhalten. Über diese Massaker und die unzähligen Todesurteile, die von Militärtribunalen ausgesprochen und vollzogen wurden, sind heute kaum mehr Archivalien vorhanden, was die Rekonstruktion der Ereignisse sehr erschwert. Die Zerstörung von Dörfern und die Vernichtung von Viehbeständen als Mittel des Krieges gegen die libysche Zivilbevölkerung wurde nur in Einzelfällen schriftlich dokumentiert.

### Reorganisation der Kolonialverwaltung (1928–1929)
Im Dezember 1928 übernahm Mussolini persönlich das Kolonialministerium und ernannte am 18. Dezember Marschall Pietro Badoglio zum ersten gemeinsamen Generalgouverneur Tripolitaniens und der Cyrenaika, die aber bis 1934 administrativ eigenständig blieben. Sein neues Amt trat Badoglio am 24. Januar 1929 an. Emilio De Bono wurde stattdessen zunächst Mussolinis Unterstaatssekretär und im September 1929 selbst neuer Kolonialminister, wobei Mussolini sich weiterhin an allen großen Entscheidungen die Cyrenaika betreffend beteiligte. Im Gegensatz zu De Bono war Badoglio kein altgedienter Faschist, sondern ein treu zum Königshaus stehender Nationalkonservativer. Dennoch erhielt die italienische Kriegsführung gerade unter ihm eine genozidale Dimension.

### Genozid in der Cyrenaika (1929–1934)
Unter dem zweifachen Druck der cyrenäischen Senussi-Kämpfer sowie der Erwartungen seitens der italienischen Regierung stehend, setzte Badoglio auf eine Doppelstrategie aus Drohungen und Verhandlungen. Einerseits verkündete Badoglio in seiner ersten Proklamation vom 9. Februar 1929: „Kein Rebell wird mehr Frieden haben, weder er noch seine Familie, weder seine Herden noch seine Erben. Ich werde alles zerstören, Menschen und Dinge.“ Mit dieser Kampfansage zeichnete sich schemenhaft erstmals eine genozidiale Kriegsführung ab, da sie nicht nur den Widerstandskämpfern galt, sondern erstmals nach dem Prinzip der Kollektivschuld auch Strafen für ihre Angehörigen und selbst deren Vieh androhte. Andererseits setzte Badoglio zu Beginn – gegen die repressive Tendenz der vorausgegangenen Jahre – auf eine beschwichtigende Politik. So versprach Badoglio in der Proklamation auch volle Begnadigung für jeden, der sich den folgenden drei Bedingungen fügte: Abgabe der Waffen, Respektierung des Gesetzes und Abbruch des Kontaktes mit den Mudschahedin. Im Juni 1929 wurde ein zweimonatiger Waffenstillstand zwischen Italien und den Rebellen vereinbart. Diese Beschwichtigungspolitik blieb jedoch rein formal und diente dazu, die Verantwortung für weitere Leiden der Bevölkerung auf die Rebellen abwälzen zu können. Nachdem die Verhandlungen bis August nicht zur Entwaffnung der Bevölkerung und der Auflösung der adwar-Kampfverbände geführt hatten, wurden sie von den Italienern abgebrochen.

#### Repressionsfokus auf die nichtkämpfende Bevölkerung

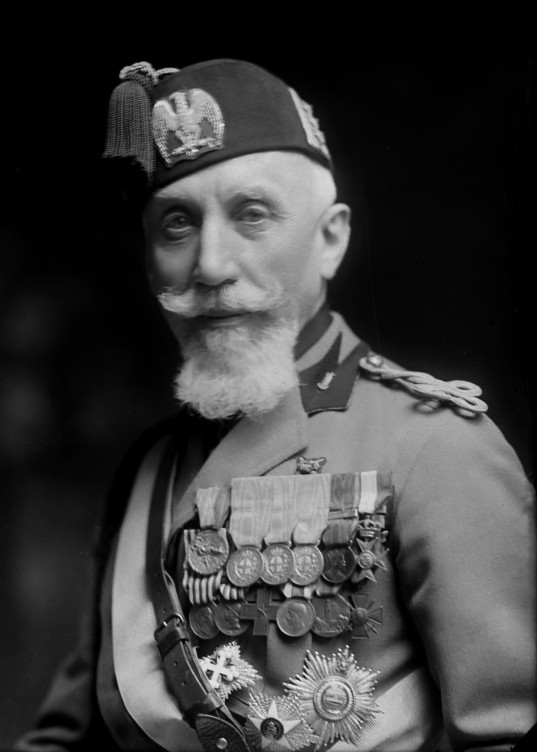
General Emilio De Bono (ca. 1932)

Nach den gescheiterten Verhandlungen mit Omar Mukhtar erneuerte die italienische Besatzungsmacht im November 1929 ihre repressive Politik gegenüber dem cyrenäischen Widerstand mit Festnahmen und Erschießungen. Da bis 1930 auch Badoglio die Guerilla in der Cyrenaika nicht in den Griff bekommen hatte, ernannte Mussolini auf Vorschlag von Kolonialminister De Bono den General Rodolfo Graziani zum neuen Vizegouverneur der Cyrenaika. Der für seine faschistische Prinzipienfestigkeit berüchtigte Graziani hatte gerade die Eroberung des Fessan vollendet, und sich im jahrelangen Kleinkrieg unter den Tripolitaniern einen Namen als „Schlächter“ gemacht. Die Parolen des Regimes wörtlich auslegend, verstand er die Pazifizierung des Landes als eine Unterwerfung von „Barbaren“ durch „Römer“. Am 27. März 1930 zog Graziani in den Gouverneurspalast von Bengasi ein. Kolonialminister De Bono betrachtete eine Eskalation der Gewalt als unumgänglich für die „Pazifizierung“ der Region und regte am 10. Januar 1930 in einem Telegramm an Badoglio erstmals die Errichtung von Konzentrationslagern (campi di concentramento) an. Badoglio war ebenfalls zu der Überzeugung gelangt, dass sich die „Rebellen“ mit den bisher angewandten Methoden der Konterguerilla nicht dauerhaft unterwerfen ließen. Beide traten von nun an in dem von Mussolini abgesteckten Handlungsrahmen als Vordenker und Strategen einer genozidalen Kriegsführung in Erscheinung, während Graziani die Rolle des Vollstreckers erfüllte.
Die Italiener hatten die libysche Bevölkerung ursprünglich in zwei Gruppen unterteilt, einerseits die bewaffneten Widerstand leistenden „Rebellen“, andererseits die nichtkämpfende, unterworfene Bevölkerung (sottomessi), die in den Augen der Kolonialverwaltung kapituliert hatte. Damit wollten sie die Einheit des Volkes untergraben und effizienter gegen die bewaffneten Kämpfer vorgehen. Nun, nach dem Scheitern der militärischen Offensive gegen die Widerstandsbewegung, änderten die Italiener ihre Haltung. Es wurde deutlich, dass eine klare Unterscheidung zwischen beiden Gruppen nicht möglich war, da die Widerstandsbewegung von der „unterworfenen Bevölkerung“ materiell und moralisch unterstützt wurde. Die Zivilisten leisteten Steuerabgaben, Waffen-, Kleider- oder Nahrungsspenden an Omar Mukhtars Wüstenkrieger oder stellten ihnen Pferde zur Verfügung. Da die nichtkämpfende Bevölkerung somit die Reproduktionsbedingungen des adwar-Systems gewährleisteten und die soziale Basis der Widerstandsbewegung bildeten, wurden sie von der Kolonialverwaltung jetzt als gefährliches Potential eingestuft.
Im Laufe des Frühlings und Sommers 1930 nahm Graziani nun systematisch das soziale Umfeld der Guerilla ins Visier. Als erste Maßnahme ließ er die islamischen Kulturzentren (zâwiyas) schließen. Ihre ihnen vorstehenden Korangelehrten wurden gefangen genommen und auf die italienische Gefängnisinsel Ustica deportiert. Ihre Ländereien wurden enteignet; hunderte von Häusern und 70.000 Hektar besten Bodens inklusive des darauf befindlichen Viehs wechselten den Besitzer. Darüber hinaus ordnete Graziani die völlige Entwaffnung der nichtkämpfenden Bevölkerung sowie drakonische Strafen im Falle einer Zusammenarbeit von Zivilisten mit Omar Mukhtars adwar-Kampfgruppen an. Wer eine Waffe besaß oder dem Senussi-Orden Unterstützung zukommen ließ, musste mit der Hinrichtung rechnen. In der Kolonialverwaltung begann Graziani eine Säuberungsaktion gegenüber arabischen Angestellten, denen Verrat vorgeworfen wurde. Die Bataillone libyscher Kolonialtruppen, die in der Vergangenheit Omar Mukhtars Widerstand oft indirekt unterstützt haben, ließ er auflösen. Alle Formen von Handel mit Ägypten wurden verboten, um den Schmuggel von Gütern an die Aufständischen kontrollieren zu können. Zu guter Letzt begann Graziani mit dem Ausbau eines Straßennetzwerks im Dschabal-Achdar-Gebirge – ein bisher von keinem seiner Vorgänger realisiertes Projekt. Gleichzeitig mit diesen Maßnahmen setzte bei der cyrenäischen Bevölkerung nun eine Massenflucht in die umliegenden Länder ein.
Um Omar Mukhtars adwar-Einheiten zu zerschlagen, setzte General Graziani auf eine Reorganisation der ihm unterstehenden Truppen. Im Sommer 1930 verfügte er über 13.000 Mann (1.000 Offiziere, 3.000 italienische Soldaten und 9.000 Askaris), die er nun aufteilte auf acht eritreische Bataillone, drei Schwadrone mit gepanzerten Fahrzeugen, ein spezielles Transportunternehmen mit Lastern, zwei Sahara-Gruppen, vier libysche Kavallerie-Schwadron und zwei mobile Einheiten der Artillerie. Zusätzlich verfügte er über eine Legion der faschistischen Miliz, ein Bataillon für Besatzungsaufgaben, eine motorisierte Einheit mit 500 Fahrzeugen und bis zu 35 Aufklärungsflugzeuge und leichte Bomber. In einer sorgfältig vorbereiteten und koordinierten Operation mit zehn unterschiedlich zusammengesetzten Kolonnen versuchte Graziani ab dem 16. Juni 1930, die Einheiten Omar Mukhtars einzukesseln und zu vernichten. Die adwar-Kampfverbände der Senussi wurden jedoch erneut von der örtlichen Bevölkerung wie auch von Deserteuren italienischer Kolonialtruppen rechtzeitig informiert. Durch eine Aufteilung in kleinere Gruppen konnten sie den italienischen Kolonnen mit leichten Verlusten entkommen.

#### Todesmärsche und Deportationen
Zu diesem Zeitpunkt ergriff Badoglio erneut die Initiative und schlug nachdrücklich eine neue Dimension repressiver Maßnahmen vor: Durch die Deportation der Menschen des Dschabal-Achdar-Gebirges wollte er einen menschenleeren Raum um die adwar-Kampfverbände schaffen. Am 20. Juni 1930 hielt er gegenüber Graziani in einem Brief fest:

„Man muss vor allem eine breite und präzise territoriale Trennung zwischen den Formationen der Rebellen und der unterworfenen Bevölkerung schaffen. Ich bin mir der Tragweite und Schwere dieser Maßnahme bewusst, die zur Vernichtung der sogenannten unterworfenen Bevölkerung führen muss. Aber nunmehr ist uns der Weg aufgezeigt und wir müssen ihn bis zu Ende gehen, auch wenn dabei die ganze Bevölkerung der Cyrenaika zugrunde gehen sollte.“

Nach einer Besprechung mit Graziani ordnete Marschall Badoglio am 25. Juni 1930 die totale Räumung des Dschabal Achdar an. Drei Tage später begann die italienische Armee zusammen mit eritreischen Kolonialtruppen und libyschen Kollaborateuren, die Bevölkerung und ihr Vieh zusammenzutreiben. Italienische Archivdokumente datieren den Beginn der Aktion auf Sommer 1930. Die überwiegende Mehrheit libyscher Zeitzeugen stimmt jedoch darin überein, dass bereits im Herbst 1929 die ersten derartigen Verhaftungen erfolgt waren. Konkret lief Badolgios Befehl auf die Zwangsumsiedlung von 100.000 bis 110.000 Menschen und deren Internierung in Konzentrationslagern hinaus – etwa die Hälfte der Gesamtbevölkerung der Cyrenaika. Während in italienischen Archiven nur noch ein Bericht über die Deportation eines einzigen Stammes verfügbar ist, berichtet die mündliche Überlieferung der Opfer detailliert von den Ausmaßen der Aktion, welche die gesamte Gegend von der Region Marmarica an der ägyptischen Grenzen im Osten bis zur Syrte-Wüste im Westen betraf. Nicht betroffen war hingegen die städtische Bevölkerung an der Küste sowie Einwohner der landeinwärts liegenden Oasen. Von verschiedenen Sammelplätzen aus mussten sich die Zusammengetriebenen in Kolonnen zu Fuß oder mit Kamelen auf den Weg machen, einige wurden auch von Küsten aus mit Schiffen deportiert. Eine derartige Deportation hatte in der Kolonialgeschichte Afrikas kaum Vorbilder und stellte selbst Grazianis rabiate Methoden der Konterguerilla in den Schatten.
Bewacht von vor allem eritreischen Kolonialtruppen, zwang man die gesamte Bevölkerung zusammen mit ihrer Habe und ihrem Vieh auf Todesmärsche, die manchmal 20 Wochen lang über hunderte von Kilometern führten. Wer nach der Zwangsumsiedlung noch auf dem Dschabal Achdar aufgegriffen wurde, musste mit seiner sofortigen Hinrichtung rechnen. In der Sommerhitze überlebte ein beträchtlicher Teil der Deportierten schon die Strapazen der Märsche nicht, insbesondere Kinder und Ältere. Wer erschöpft zu Boden fiel und nicht mehr weiterkonnte, wurde von den Wachmannschaften erschossen. Die hohe Todesrate war eine beabsichtigte Folge der Märsche, das freiwerdende Land ging erneut in Kolonistenhand über. Von den 600.000 Kamelen, Pferden, Schafen, Ziegen und Rindern, die mit auf den Weg genommen wurden, kamen nur etwa 100.000 Stück an. Von den Überlebenden wird die Deportation auf Arabisch als al-Rihlan („Pfad der Tränen“) bezeichnet.

#### Konzentrationslager

Lagekarte der 16 Konzentrationslager

Ziel der Deportationen war die Syrte-Wüste, das Hinterland entlang dem Ostufer der Großen Syrte. Dort herrscht ein harsches Klima vor, es gibt kaum natürlichen Schutz vor der Sonne und wenig Wasser. Die italienische Besatzungsmacht hatte hier um 13 Millionen Lire innerhalb weniger Monate 16 Konzentrationslager errichtet, in denen gegen 90.000 Gefangene in Zelten interniert wurden. Etwa 70 % der deportierten Menschen wurden in den fünf großen „Straflagern“ Agaila (Agheila), Braiga (Marsa el-Brega), Magrun (Magroon), Soluch (Slug) und Swani al-Tariya (Suani el-Terria) interniert, wobei das Lager Agaila als das brutalste unter ihnen gilt. Es diente vor allem der Inhaftierung und Bestrafung von Familienangehörigen der unter dem Befehl Omar Mukhtars stehenden Widerstandskämpfer. Das Wachpersonal der Lager bestand aus eritreischen, aber auch libyschen Kolonialtruppen (Askaris).
Die Konzentrationslager waren von einem doppelten Stacheldrahtzaun umgeben und wurden als Zeltstädte mit hunderten dicht aneinander liegenden Unterkünften organisiert. Sie waren mit Latrinen, Brunnen und einer führenden Überwachungsabteilung der Carabinieri ausgestattet, jedoch verfügten sie über keinen Gesundheitsdienst (1931 waren zwei Ärzte für insgesamt 60.000 Gefangene in vier Lagern zuständig) und es herrschte Nahrungsmittelknappheit. Ihr Überleben mussten die Lagerinsassen hauptsächlich mit ihren wenigen Vorräten und ihrem Lohn als unterbezahlte Zwangsarbeiter sichern. Ihre auf Viehzucht beruhende wirtschaftliche Existenzgrundlage wurde nahezu vernichtet, da die Konzentrationslager nicht über ausreichend Wasser und Weideland verfügten. Von den italienischen Behörden wurde nur behelfsmäßig mit rationierten Mahlzeiten eingegriffen, weshalb Hunger und Krankheiten zehntausende Opfer forderten. Überlebendenberichten zufolge aßen die Häftlinge auch Gras, Mäuse, Insekten oder suchten im Kot von Tieren nach Körnern, um am Leben zu bleiben. General Graziani hob 1930 hervor: „Die Regierung ist in aller Ruhe entschlossen, die Menschen zum elendesten Hungertod zu bringen, wenn sie den Befehlen nicht vollständig gehorchen.“
Ohne finanzielle Mittel für Kleidung mussten tausende der Insassen drei Jahre ohne Schuhe und in derselben Kleidung verbringen, in der sie in den Konzentrationslagern angekommen waren. Da sich viele der Häftlinge während der Inhaftierung kein einziges Mal waschen konnten, waren Flöhe und Infektionen weit verbreitet und machten die Insassen anfällig für Pocken, Typhus und Erblindung. Neben Unterernährung und Seuchen waren die Insassen der Konzentrationslager auch Gewalt, Hitze und extremer Fremdbestimmung ausgesetzt. Die arbeitsfähigen Männer und Jungen verpflichtete man als Zwangsarbeiter zum Bau von Straßen, Gebäuden und Brunnen. Ebenso kam es regelmäßig zu Vergewaltigungen von Frauen und öffentlichen Exekutionen nach fehlgeschlagenen Fluchtversuchen. In begrenztem Umfang wurden an den Häftlingen auch Sterilisierungen durchgeführt. Die Waisenkinder der Internierten wurden in die italienische Armee eingezogen und später als Kolonialtruppen im Abessinienkrieg eingesetzt.
Die Insassen wurden erst Ende 1933 und Anfang 1934 aus den Lagern entlassen, da die Kolonialmacht Italien billige Arbeitskräfte für Infrastrukturarbeiten im Dschabal-Achdar-Gebirge benötigte, die dem Militär und der künftigen Kolonisierung durch italienische Siedler dienen sollten. Unter strenger Kontrolle der kolonialen Polizei wurden die Lagerüberlebenden im ärmsten Teil ihres traditionellen Stammesgebietes angesiedelt. Weil sie keine angemessene Grundlage zur Sicherung ihres Lebensunterhaltes schaffen konnten, waren die Männer gezwungen, beim Straßenbau zu arbeiten, wo ihr Gehalt um ein Drittel niedriger war als das der italienischen Arbeiter. Ihre Söhne wurden währenddessen in den „Knabenlagern“ (campi ragazzi) für künftige Einsätze als Kolonialsoldaten der italienischen Armee erzogen.

### Zerschlagung der Widerstandsbewegung (1931–1932)
Den Faschisten gelang es, durch das Internieren der Bevölkerung in den Konzentrationslagern die Freiheitskämpfer sozial und ökonomisch völlig zu isolieren. Damit wurde der Widerstandsbewegung die soziale Basis entzogen, Waffen, Geld sowie Nahrungsmittel blieben aus und das adwar-System zerbrach. Damit hatten die italienischen Streitkräfte die Voraussetzungen geschaffen, den Widerstand zu zerschlagen.
Nun entschieden sich Badoglio und Graziani für die Einnahme der letzten unabhängigen Bastion der Senussi in der Cyrenaika, der 800 Kilometer weit in der Wüste gelegenen Kufra-Oasen. Deren Eroberung war weniger eine militärische Notwendigkeit, sondern diente vor allem dem Prestige. Die rund 600 Verteidiger Kufras vertrauten auf ihre durch die Sandwüste von der Außenwelt abgeschnittene Lage, aufgrund derer sie für die italienische Armee bisher unerreichbar gewesen waren. Unter der Flagge der Senussi versammelten sich hier auch einige hundert geflohene Widerstandskämpfer aus Tripolitanien und Fessan. Für die Italiener stellte die Logistik zwar wie schon bei den Feldzügen gegen die Stadt Dschaghbub (Jaghbub) und den Fessan ein größeres Hindernis dar als die Verteidiger, jedoch dominierten sie mittlerweile die Wüste mit ihrer technischen und organisatorischen Überlegenheit.
Die italienische Offensive gegen Kufra begann im Juli 1930 mit über vier Monate anhaltenden Luftangriffen. Im Dezember setzte sich dann die von Graziani geführte Hauptkolonne aus Adschdabiya in Bewegung, die über 3.000 Mann – davon die Hälfte auf Kamelen – und 300 motorisierte Fahrzeuge verfügte. Im Januar 1931 vereinigten sich die Haupteinheiten außerhalb von Kufra mit weiteren motorisierten Kolonnen aus Zalla und Waw al-Kabir. Graziani überwachte den Vormarsch aus der Luft. Am 19. Januar wurden die Verteidiger 20 Kilometer vor Kufra bei der Ortschaft al-Hawari von den italienischen Truppen geschlagen und erlitten infolge der italienischen Besetzung von al-Tag (al-Taj) am 20. Januar eine vollständige Niederlage. Die Bevölkerung der Kufra-Oasen reagierte panisch auf die Ereignisse: Es setzte eine Massenflucht nach Ägypten, den anglo-ägyptischen Sudan und das südliche Tibesti-Gebirge ein. Die italienische Luftwaffe ging dabei gegen die fliehenden Einwohner mit Terrorbombardements vor. Weitere starben in der Wüste an Durst, Hunger oder Erschöpfung.

Der Faschistische Limes Grazianis

Die Besetzung Kufras bedeutete eine Ausdehnung der italienischen Kontrolle bis an die Südgrenze der Cyrenaika. Im nördlichen Dschabal-Achdar-Gebirge hielt der bewaffnete Widerstand unter Omar Mukhtar weiter an, während die nichtkämpfende unterworfene Bevölkerung – mittellos und verängstigt – vor der italienischen Terrorherrschaft zurückschreckte. Um den Widerstand endgültig zu brechen, ließ Vizegouverneur Graziani in Absprache mit Badoglio und De Bono entlang der Grenze zum Königreich Ägypten den Libyschen Grenzzaun errichten. Dabei handelte es sich um einen 270 bis 300 km langen und vier Meter breiten Stacheldrahtverhau mit befestigten Kontrollposten. Bereits seit Ende der 1920er Jahre war die Widerstandsbewegung dazu übergegangen, die dringend benötigten Waffen und Nahrungsmittel aus Ägypten in die Cyrenaika zu schmuggeln. 2.500 Einheimische bauten von April bis September 1931 an dieser Grenzbefestigung, dem sogenannten Faschistischen Limes. Dieser erstreckte sich, von Flugzeugen und motorisierten Patrouillen überwacht, von Bardia am Mittelmeer bis weit in die libysche Wüste hinein. Eine solche Grenzbefestigung war in Afrika bislang unbekannt. Sie unterband den grenzübergreifenden Handel und verhinderte die Infiltration von Kämpfern, schnitt die Aufständischen vom Nachschub mit Munition und Waffen ab und versperrte ihnen die Fluchtwege. Damit wurde die Möglichkeit, den Widerstand fortzusetzen, erheblich eingeschränkt.

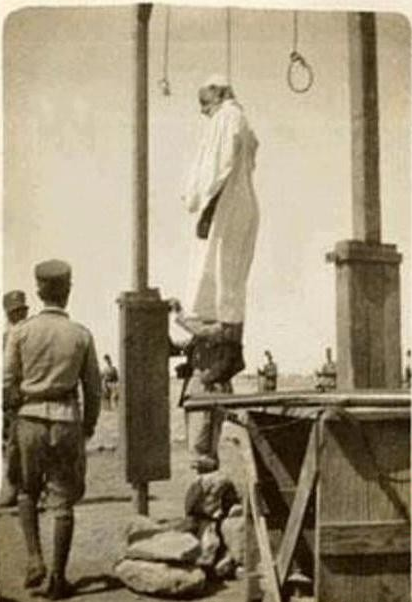
Foto des im Lager Soluch gehängten Guerillaführers Omar Mukhtar (1931)

Nach und nach versetzte die genozidale Kriegsführung Italiens dem Widerstand Schläge, von denen er sich nicht mehr erholte. Entscheidend getroffen wurde er im September 1931. Während eines Gefechts strauchelte Omar Mukhtars Pferd und warf den über siebzigjährigen Guerillaführer ab. Einer italienischen Einheit gelang es, den Verletzten gefangen zu nehmen. Der Guerillaführer wurde in Ketten gelegt und an Bord des Zerstörers Orsini nach Bengasi gebracht. Dort verurteilte ihn ein militärisches Schnellgericht in einem Schauprozess zum Tod durch Erhängen. Generalgouverneur Badoglio hatte von den Richtern die Todesstrafe wegen Hochverrats gefordert. Am 16. September 1931 wurde Omar Mukhtar im Konzentrationslager Soluch als „Bandit“ vor den Augen von 20.000 Gefangenen hingerichtet. Das Todesurteil hatte eine zweifelhafte legale Basis, da der Anführer der Senussi-Kämpfer laut einigen Rechtsanwälten als Kriegsgefangener zu behandeln gewesen wäre. So verzichtete selbst das ebenfalls für seine repressive Kolonialpolitik bekannte Frankreich auf die Hinrichtung gefeierter Aufstandsführer wie Abd el-Kader in Algerien oder Abd al-Karim in Marokko. Das Bestehen der faschistischen Führung auf ihrem „Racheakt“ machte den siebzigjährigen Omar Mukhtar zu einem Märtyrer für die arabische Unabhängigkeit und den islamischen Glauben. Jedoch erholte sich die ohnehin geschwächte Guerilla von diesem Schlag nicht mehr. Durch den Verlust seines charismatischen Anführers ins Mark getroffen, brach der Widerstand innerhalb weniger Wochen zusammen. Am 24. Januar 1932 meldete Generalgouverneur Badoglio nach Rom, dass das beanspruchte nordafrikanische Territorium nach über 20 Jahren zum ersten Mal vollständig besetzt und „pazifiziert“ sei. Der Krieg war damit offiziell zu Ende.

## Folgen

### Opferzahlen
Bei den Schätzungen über die Opferzahl des Zweiten Italienisch-Libyschen Krieges bestehen beträchtliche Schwankungen. Das Gaddafi-Regime sprach nach seiner Machtübernahme routinemäßig davon, dass während des italienischen Kolonialismus die Hälfte der libyschen Gesamtbevölkerung umgekommen sei (also bis zu 750.000 getötete Libyer). Diese Angaben werden zwar vereinzelt auch von Historikern aufgegriffen, jedoch weist der überwiegende Teil der kritischen Geschichtswissenschaft sie als übertrieben zurück. Angelo Del Boca (2005) schätzt, dass von 1922 bis 1932 mindestens 100.000 der rund 800.000 Libyer dem Krieg zum Opfer fielen. Aram Mattioli (2005) und Hans Woller (2010) nennen die gleichen Zahlen bezüglich der Opfer und der Gesamtbevölkerung. Mattioli fasst dabei jedoch den Zeitraum von 1923 bis 1933 ins Auge, während sich Woller auf den gesamten Eroberungsprozess von 1911 bis 1932 bezieht. Zu diesen müsse man laut Del Boca (2005) noch die libyschen Minenopfer während des Zweiten Weltkrieges hinzurechnen. Dirk Vandevalle (2012) und Ali Abdullatif Ahmida (2006) geben Opferzahlen für die gesamte Kolonialzeit bis 1943 an. Vandevalle geht von 250.000 bis 300.000 mehrheitlich während der faschistischen Ära umgekommenen Libyern aus – bei einer Gesamtbevölkerung von 800.000 bis 1.000.000. Ahmida nennt 500.000 getötete Libyer, setzt die Gesamtbevölkerung jedoch mit 1,5 Millionen deutlich höher an. Die italienischen Truppen verloren dagegen nach offizieller Darstellung 2582 Mann.
Eine genaue Opferzahl des Genozids ist nicht zu ermitteln, weil sich in den italienischen Archiven nur wenige Dokumente über die Todesmärsche und Konzentrationslager befinden. Jedenfalls forderten die Deportationen in die Lager und die dortigen Lebensbedingungen weit mehr Opfer unter der cyrenäischen Bevölkerung als die Kämpfe zwischen dem italienischen Militär und den Widerstandskämpfern. In den 1920er Jahren zählten die verschiedenen Stämme der Cyrenaika rund 225.000 Menschen. Bei der Bevölkerungszählung 1931 sank diese Zahl abrupt um 83.000 auf nur noch 142.000 ab und blieb bis zur Volkszählung 1936, die 142.500 Personen ergab, auf diesem Niveau. Die Bevölkerung Tripolitaniens stieg im gleichen Zeitraum von 512.000 auf 600.000 Einwohner an.
Ein Teil des cyrenäischen Bevölkerungsverlustes lässt sich auf die etwa 20.000 Personen zurückführen, die 1930/1931 nach Ägypten flohen. Historiker stimmen darin überein, dass in den italienischen Lagern mindestens 40.000 Menschen durch Hunger, Krankheiten, Erschießungen und Erhängen starben. Bezogen auf die vorangegangenen Todesmärsche und Deportationen in die Lager nennen Schätzungen 10.000 bis 15.000 Todesopfer. Die Maximalschätzungen der Gesamtopfer des Genozids gehen von 60.000 bis 70.000 Toten aus. Damit war innerhalb weniger Jahre durch Zwangsumsiedlungen und Lagerhaft ein Viertel bis ein Drittel der Gesamtbevölkerung der Cyrenaika umgekommen, wobei noch jene 6.500 Senussi-Kämpfer hinzuzufügen sind, die laut italienischen Aufzeichnungen zwischen 1923 und 1931 bei Feldschlachten getötet wurden.
Auch die Herden, die ökonomische Basis der halbnomadischen Bevölkerung, schrumpften im Laufe der kolonialen Eroberung kontinuierlich. Eine osmanische Zählung von 1910 vor Beginn der italienischen Invasion geht für die Cyrenaika von 1.260.000 Schafen und Ziegen, 83.300 Kamelen, 27.000 Pferden und 23.600 Rindern aus. Während der italienischen Militäroperationen von 1923 bis 1928 wurden schätzungsweise 170.000 Nutztiere getötet oder von der Kolonialmacht als Beute beschlagnahmt; jedoch werden die Viehbestände für 1928 immer noch auf rund eine Million geschätzt. Die zwangsumgesiedelten Bewohner des Dschabal Achdar konnten bei ihrer Massendeportation 1930 noch etwa 600.000 Nutztiere mit sich führen. Zur darauf folgenden systematischen Vernichtung der Viehbestände gibt es nur unvollständige, ungefähre und teilweise widersprüchliche Informationen. Trotzdem lassen sich folgende Annäherungswerte ermitteln, die einen Rückgang des Schaf-, Ziegen und Pferdebestandes um 90–95 % sowie Verluste von bis zu 80 % bei Rindern und Kamelen zeigen. Erst nach der vollendeten „Pazifizierung“ Libyens 1932 beschäftigten sich die italienischen Behörden mit der teilweisen Wiederherstellung des cyrenäischen Viehbestandes.
|                   | 1910      | 1926/1928         | 1930    | 1931   | 1932    | 1933            |
| ----------------- | --------- | ----------------- | ------- | ------ | ------- | --------------- |
| Schafe und Ziegen | 1.260.000 | 800.000–1.100.000 | 270.000 | 67.000 | 105.000 | 123.000–222.000 |
| Kamele            | 83.000    | 40.000–75.000     | 39.000  | 16.000 | 11.000  | 2.600–11.500    |
| Pferde            | 27.000    | 14.000            | k. A.   | k. A.  | k. A.   | 1.000           |
| Rinder            | 24.000    | 10.000–15.000     | 4.700   | 1.800  | 2.000   | 3.000–8.700     |

### Libyen unter faschistischer Herrschaft

Wappen Italienisch-Libyens (1940–1943)

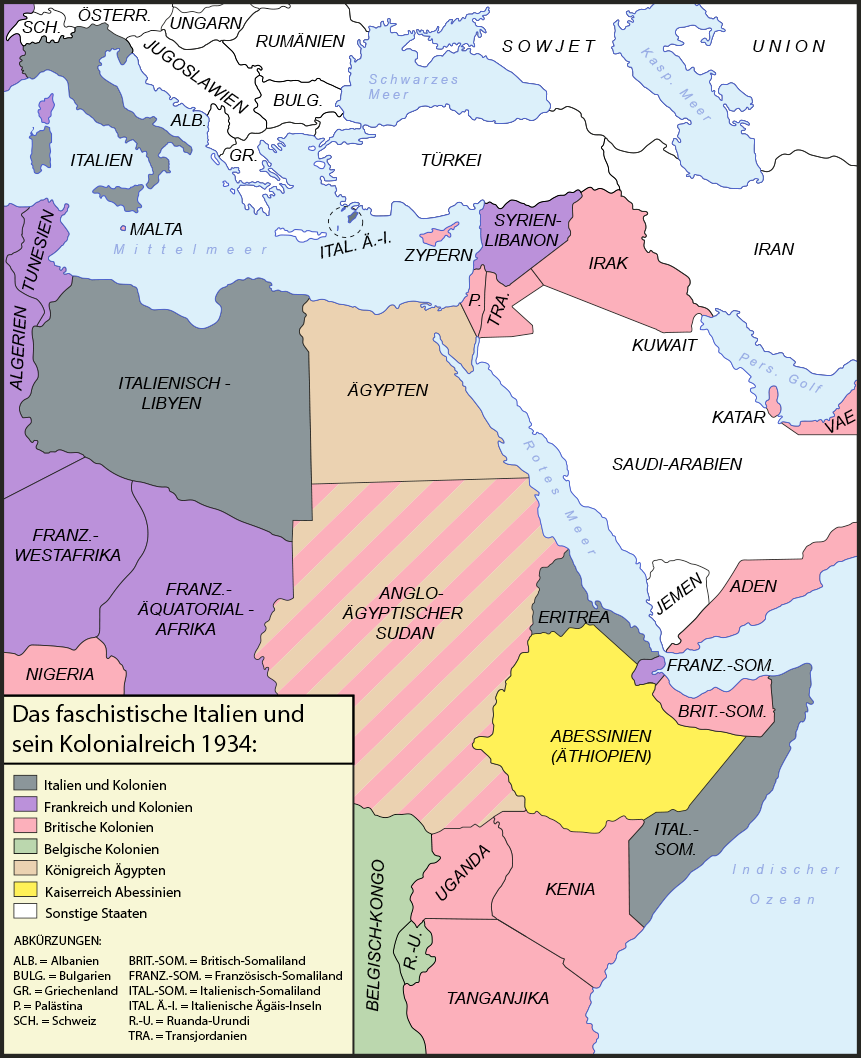
Libyen als Teil des faschistischen Kolonialreiches (1934)

Unter faschistischer Verwaltung war Libyen weniger eine afrikanische Kolonie als vielmehr eine Kolonie von Europäern in Afrika, in der italienischen Einwanderern von staatlicher Seite Unterstützung bei der Aneignung und Bewirtschaftung von Land zukam: eine Siedlungskolonie. Die Herrschaft des Mutterlandes diente in erster Linie den Interessen dieser Siedler. Das Massensterben in Nordafrika kam dabei dem Endziel des faschistischen Kolonisationsprozesses, neuen spazio vitale („Lebensraum“) zu gewinnen, entgegen. Bis 1939 ließen sich rund 100.000 italienische Siedler in Libyen nieder, was ziemlich genau der Opferzahl entspricht, die die Errichtung des Kolonialregimes unter der einheimischen Bevölkerung gekostet hatte. Insgesamt sah der Besiedlungsplan eine Ansiedlung von 500.000 Italienern bis Mitte des 20. Jahrhunderts in der terra promessa (dem „gelobten Land“) vor.
Die libyschen Besitzungen sollten zu einem Teil Italiens in Nordafrika werden: 1939 wurde Libyens Koloniestatus aufgehoben und die vier nördlichen Provinzen ohne das Saharagebiet vollständig in das Königreich Italien eingegliedert. Da der kultivierbare Boden bei der Kolonialisierung eine zentrale Rolle einnahm, stand seine Beschlagnahmung im Vordergrund. Mit der Landenteignung wurde die einheimische Bevölkerung in unfruchtbare und für die Landwirtschaft kaum geeignete Gebiete vertrieben, was zur Zerstörung des seit Jahrhunderten bestehenden sozioökonomischen Systems des späteren Libyens führte.
Dadurch wurden massenhaft Arbeitskräfte freigesetzt, die entweder bei den italienischen Siedlern zu Niedrigstlöhnen arbeiteten oder von der Kolonialverwaltung zum Ausbau der Infrastruktur eingesetzt wurden. Zu den umfangreichen Baumaßnahmen im Rahmen der Masseneinwanderung gehörte die Errichtung von Straßen, Häusern, der ca. 310 km langen Eisenbahn sowie der Häfen von Tripolis, Bengasi, Darna und Tobruk, außerdem die Verbesserung des Bodens. Für diese Arbeiten waren die libyschen Arbeitskräfte in den späten 1930er Jahren eine tragende Kraft. Somit vollzog sich ein sozialökonomischer Wandel, nämlich die Formierung der libyschen Arbeiterschaft, wenn auch in einem Frühstadium. Der Ausbau der Infrastruktur und die landwirtschaftliche Entwicklung kamen jedoch ausschließlich den italienischen Siedlern zugute. Die koloniale Wirtschaft Libyens schuf im Gegensatz zu jener in den Nachbarländern Ägypten, Algerien und Tunesien keine einheimische vermögende Klasse. Im Schulwesen konzentrierte sich die italienische Kolonialverwaltung auf staatliche Grundschulen und den Aufbau privater Koranschulen (katatib), hingegen wurden Möglichkeiten für Mittelschulbesuche und höhere Bildung für Libyer eingeschränkt. 1939 gab es für ganz Tripolitanien nur zwei arabische Mittelschulen in Tripolis, in der Cyrenaika nur eine einzige Mittelschule in Bengasi.
Darüber hinaus galt für die ländlichen Gebiete wie für die Städte gleichermaßen die Politik der Rassentrennung, womit sich der italienische Siedlerkolonialismus ab 1938 in einem Apartheidsystem manifestierte. Schon seit den 1920er Jahren hatte das faschistische Regime die bisherigen Freiheiten der tripolitanischen und cyrenäischen Bevölkerung allmählich eingeschränkt. Das Recht auf freie Berufsausübung in Italien und die rechtliche Gleichstellung von Italienern und Libyern in der Kolonie selbst wurden ebenso außer Kraft gesetzt wie die Presse- und Meinungsfreiheit. Die ursprünglich privilegierte Stellung der Libyer gegenüber den Einwohnern der italienischen Kolonien in Ostafrika, welche die Faschisten mit einem höheren Zivilisationsniveau begründet hatten, wurde Ende der 1930er Jahre immer stärker aufgehoben. Durch die Rassengesetze von 1938 wurden „Gemischtehen“ zwischen Italienern und Afrikanern als „Schädigung der italienischen Rasse“ eingestuft und untersagt; im Folgejahr wurde dieses Verbot mit dem zweiten kolonialen Rassengesetz auf „eheähnliche Beziehungen“ ausgedehnt sowie durch zahlreiche weitere Bestimmungen ergänzt. So konnten Libyer in der Militär- und Zivilverwaltung nur Positionen bekleiden, in denen sie nicht über einen Italiener befehlen konnten. Das Recht, sich zum Bürgermeister einer Gemeinde wählen zu lassen, blieb nur so lange bestehen, wie in dieser Gemeinde kein Italiener ansässig war.
Während des Zweiten Weltkriegs wagte die libysche Bevölkerung, nachdem sie kurzfristig im Rahmen des Nordafrikafeldzugs 1940/41 von britischen Truppen befreit worden war, mehrere Aufstände gegen die verhasste italienische Kolonialmacht. Die Italiener reagierten hierauf mit brutaler Repression, infolge welcher schätzungsweise mehrere Tausend Araber, Berber und Juden getötet wurden.
Nach der Kapitulation der deutsch-italienischen Truppen im Tunesienfeldzug wurde Libyen im Mai 1943 unter britische und französische Militärverwaltung gestellt. Im Jahr 1951 wurde es als Königreich Libyen und erster saharischer Staat unabhängig.

### Verhandlungen um Reparationen und Kriegsverbrecher
Infolge seiner Unabhängigkeit 1951 kam im Königreich Libyen das Thema der Kriegsschäden und Zwangsenteignungen auf, und die libysche Regierung ersuchte Italien um eine gleichwertige Entschädigung. Die Regierung Italiens vertrat hingegen während der Verhandlungen von 1953 bis 1955 den Standpunkt, dass sie für Kriegsschäden in Libyen während des Zweiten Weltkrieges nicht verantwortlich gemacht werden könne, weil Libyen während dieser Zeit ein integraler Bestandteil des italienischen Staates gewesen war. Die während der kolonialen Besetzung Libyens entstandenen Schäden wurden nicht diskutiert, weil keine andere ehemalige europäische Kolonialmacht Zahlungen in dieser Höhe vorgenommen hatte. Letzten Endes einigte man sich im Oktober 1956 auf die sehr bescheidene Summe von 2,75 Milliarden libyschen Pfund bzw. 4,8 Milliarden italienischen Lire. Im Vereinbarungstext fanden auf die Forderung Italiens hin die Schäden während des Weltkrieges wie auch jene der Kolonialzeit keine Erwähnung; die Gelder flossen unter der Rubrik „Beiträge zur wirtschaftlichen Wiederherstellung Libyens“. Durch diese Formulierung versuchte sich das demokratische Italien von den Verbrechen der Kolonialzeit abzusetzen, allerdings ermöglichte gerade dieser unspezifische Wortlaut erneute libysche Forderungen nach Reparationszahlungen.
Das Königreich Libyen forderte auch die Auslieferung der Generäle Pietro Badoglio und Rodolfo Graziani. Dies wurde von Italien – mit Zustimmung der USA und Großbritanniens – ignoriert und kein einziger als Kriegsverbrecher angeklagter Italiener wurde jemals ausgeliefert. Pietro Badoglio wurde nach dem Sturz Mussolinis 1943 italienischer Ministerpräsident und verhandelte einen Waffenstillstand mit den Alliierten, die im Gegenzug seine strafrechtliche Verfolgung verhinderten. Rodolfo Graziani wurde nach dem Zweiten Weltkrieg der Prozess gemacht, jedoch nicht wegen der Massenmorde in Libyen und Äthiopien, sondern aufgrund seiner Kollaboration mit NS-Deutschland als Verteidigungsminister des faschistischen Marionettenstaates von Salò zwischen 1943 und 1945. Er wurde zu einer 19-jährigen Gefängnisstrafe verurteilt, jedoch nach vier Monaten wieder entlassen. Nach seiner Begnadigung verteidigte Graziani seine Handlungen und Verbrechen in drei Büchern und engagierte sich im neofaschistischen Movimento Sociale Italiano. Zu Grazianis 130. Geburtstag wurde 2012 in Affile, wo er seine letzten Jahre verbracht hatte, ein Ehrendenkmal inklusive Museum errichtet.
Während die Alliierten nach 1945 mit den Regimen Deutschlands und Japans in zahlreichen Prozessen abrechneten, blieben die Kriegsverbrechen Italiens ungesühnt. Besonders bei der Strafverfolgung ehemaliger Spitzenmilitärs zeigte sich die Republik Italien wenig kooperationsbereit. Nach der vom kommunistischen Justizminister Palmiro Togliatti schon am 22. Juni 1946 verfügten Amnestie unternahmen die italienischen Regierungen alles, um Prozesse gegen eigene Kriegsverbrecher – ob in Abessinien, Libyen oder auf dem Balkan – zu verhindern. Es sollte der Eindruck erweckt werden, dass die italienische Armee selbst als Bündnispartner des nationalsozialistischen Deutschlands einen sauberen Krieg geführt und sich in den besetzten Gebieten nichts habe zuschulden kommen lassen. Auch zeigten sich die ersten Nachkriegsregierungen nicht bereit, die Ansprüche auf die Kolonien aufzugeben. So hoffte die Koalition des christdemokratischen Regierungschefs Alcide De Gasperi noch jahrelang, wenigstens den vorfaschistischen Überseebesitz zurückzuerhalten. Bezeichnenderweise bestand das Afrika-Ministerium in Rom bis 1953 fort, obwohl bereits der Vertrag von Paris 1946 offiziell einen Schlussstrich unter die 60-jährige Kolonialherrschaft Italiens gezogen hatte.

### Italienisch-libysche Beziehungen seit Antritt des Gaddafi-Regimes

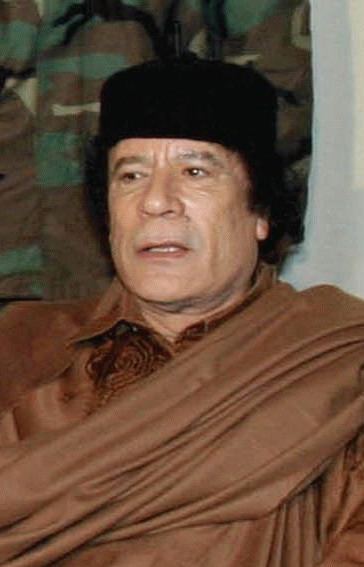
Muammar al-Gaddafi (2003)

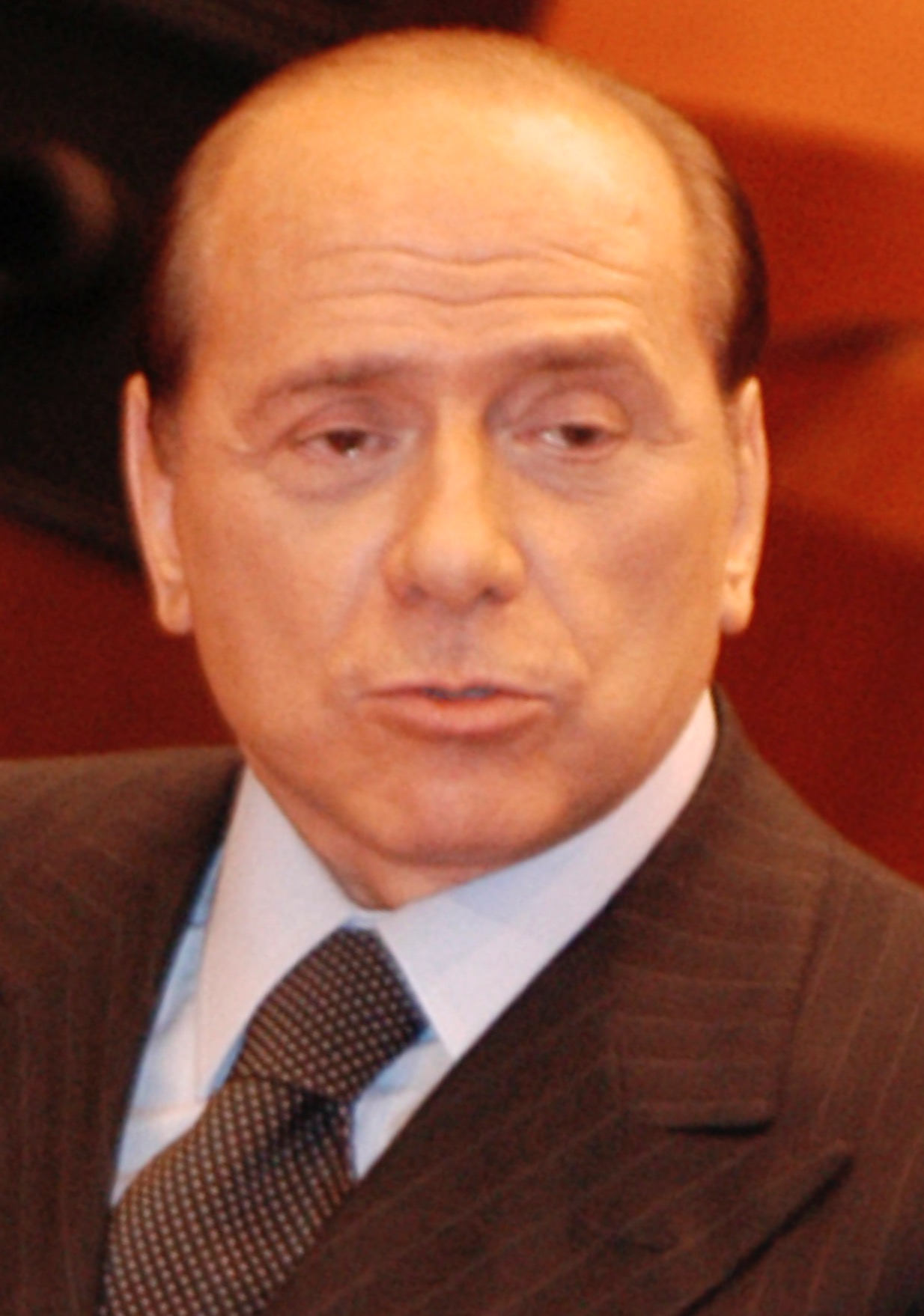
Silvio Berlusconi (2004)

Nach der Absetzung des libyschen Königs Idris durch Muammar al-Gaddafi 1969 erhielten Libyens Reparationsforderungen wieder Nachdruck. Als Italien die erneuten Forderungen ablehnte, nutzte Gaddafi die antiitalienischen Ressentiments der libyschen Bevölkerung zur Konsolidierung seiner Macht. Schon in seinem ersten Herrschaftsjahr wies er die verbliebenen 20.000 Italiener aus und ließ ihren Besitz entschädigungslos enteignen. In den folgenden 30 Jahren machten die italienisch-libyschen Beziehungen kaum Fortschritte. Gaddafi forderte weiterhin regelmäßig finanzielle Entschädigung von Italien, während die italienische Regierung auf dem Standpunkt beharrte, Italien habe mit dem Abkommen von 1956 alle Verpflichtungen erfüllt. Ab den 1980er Jahren stand auch die Unterstützung des internationalen Terrorismus durch das Gaddafi-Regime einer Aussöhnung im Weg. Gleichzeitig versuchte Gaddafi, die Wirtschaftsbeziehungen zwischen den beiden Ländern nicht vollends zu kappen, und schwieg sich bewusst über diplomatisch besonders heikle Themen wie die italienischen Konzentrationslager aus.
Die italienisch-libyschen Beziehungen verbesserten sich erst infolge der schrittweisen Aufhebung der UN-Sanktionen, die von 1998 bis 2003 erfolgte. In einer gemeinsamen Erklärung gestand die italienische Regierung 1998 erstmals in einem kurzen und allgemeinen Text eine Verantwortung für Kolonialverbrechen in Libyen ein. Italien stellte Libyen eine technische Hilfe bei der Räumung von Minen aus dem Zweiten Weltkrieg in Aussicht, nicht jedoch Reparationszahlungen. 1999 folgte eine Staatsvisite des linken Ministerpräsidenten Italiens Massimo D’Alema in Tripolis. Als erster italienischer Ministerpräsident gedachte D’Alema bei seinem Staatsbesuch vor dem Denkmal von Shara Shiat öffentlich der Opfer der italienischen Unterdrückungspolitik. Der Aussöhnungsprozess erlebte jedoch auch Rückschläge, besonders durch revisionistische Äußerungen italienischer Politiker. 2003 erklärte Ministerpräsident Silvio Berlusconi, der italienische Faschismus sei „weitaus gutartiger“ gewesen als das Regime des kurz zuvor gestürzten irakischen Diktators Saddam Hussein. Mussolini habe „niemanden getötet“, sondern die Menschen „in Zwangsurlaub geschickt“, so Berlusconi.
Im Sommer 2008 schlossen Italien und Libyen überraschend während des Staatsbesuchs Berlusconis ein „Freundschafts- und Kooperationsabkommen“, in dem sich Italien offiziell für die Kolonialzeit 1911 bis 1943 entschuldigte. Bei der Vertragsunterzeichnung erklärte Berlusconi in Anwesenheit von 300 Angehörigen jener Libyer, die während der Kriegshandlungen nach Italien deportiert worden waren: „Im Namen des italienischen Volkes fühle ich mich verpflichtet, um Entschuldigung zu bitten und unseren Schmerz zu zeigen für das, was geschehen ist und viele eurer Familien gezeichnet hat.“ Der Vertrag sah neben einer engen Zusammenarbeit der Länder in ökonomischer Hinsicht und der Migrationspolitik auch 5 Milliarden US-Dollar (3,4 Milliarden Euro) Wiedergutmachungszahlungen seitens Italiens vor. Bei einem Gegenbesuch Gaddafis 2009 betonten beide Staatschefs die guten freundschaftlichen Beziehungen ihrer Länder. Der Schweizer Historiker Aram Mattioli (2010) würdigte die italienisch-libysche Aussöhnungspolitik beider Staatschefs als „historisch“, kritisierte sie jedoch gleichzeitig aufgrund des dabei praktizierten politischen Kalküls als „modernen Ablasshandel“.

## Rezeption in Gesellschaft und Historiographie

### Zeitgenössische Deutungen

#### Wahrnehmung in Italien und der internationalen Öffentlichkeit
Die Berichterstattung über die „Rückeroberung“ Libyens wurde in Italien von einer ultranationalistischen Propaganda bestimmt. Hinter dieser stand eine infolge des Ersten Weltkriegs und des aufkommenden Faschismus in den Städten einflussreich gewordene Journalistengruppe. General Graziani wurde in der italienischen Presse als genuin „faschistischer Held“ gefeiert und ihm wurde als Rächer des „Römertums“ gehuldigt. Der breiten italienischen Öffentlichkeit wurden Informationen über die von den Kolonialtruppen in Nordafrika begangenen Gräuel aufgrund der herrschenden Zensur vorenthalten. Das Entstehen einer kritischen Gegenöffentlichkeit wurde damit schon im Ansatz unmöglich gemacht. Obwohl in Libyen großangelegte Militäraktionen durchgeführt wurden, präsentierte die Presse die Feldzüge den Italienern oft nur als „Polizeiaktionen“ oder als „Wiederherstellung der Ordnung“. Vom Ausmaß des genozidalen Akts in der Cyrenaika wusste nur ein eingeweihter Kreis von Offizieren.

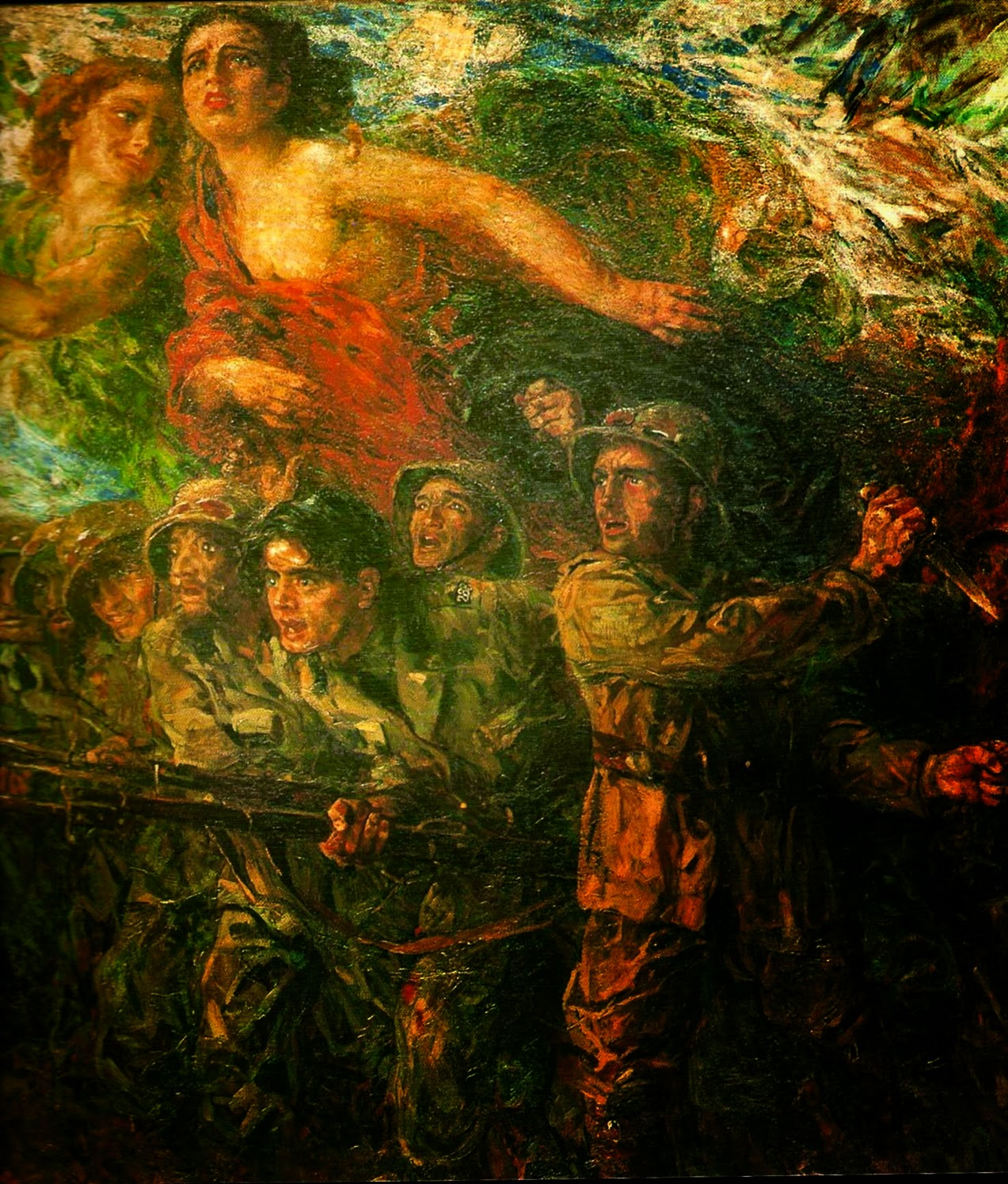
In Libia, Ölgemälde von Plinio Nomellini (um 1930)

Gleichzeitig veröffentlichte General Graziani zeitnah mehrere Bücher zu seinen Feldzügen in Libyen, so Verso il Fezzan („Gegen den Fessan“, 1929), Cirenaica pacificata („Pazifizierte Cyrenaika“, 1932) und La riconquista del Fezzan („Die Rückeroberung des Fessan“, 1934). Diese Werke wurden anschließend in Grazianis Pace romana in Libia („Römischer Friede in Libyen“, 1937) zusammengefasst. In der Arbeit über die Cyrenaika und der anschließenden Zusammenfassung spricht Graziani deutlich von Konzentrationslagern für zehntausende Personen im Sommer 1931, wobei die Veröffentlichungen auch zahlreiche Fotografien der Lager enthalten. Beide Bücher waren in den 1930er Jahren weit verbreitet. Graziani pflegt darin ein apologetisches Narrativ und verteidigt die Internierung der cyrenäischen Bevölkerung als Akt der „Zivilisierung“ und „legale“ Bestrafung für eine widerspenstige und gefährliche Nomadenpopulation. Seinen Faschistischen Limes – den hunderte Kilometer langen Stacheldrahtzaun an der Grenze zu Ägypten – verglich er mit der Chinesischen Mauer. Mit Cirenaica verde („Die grüne Cyrenaika“, 1931) verfasste auch General Attilio Teruzzi ein Buch, in dem er das Kriegsgeschehen in der Cyrenaika von 1926 bis 1929 festhielt. In seinem Vorwort zu Teruzzis Buch äußerte sich auch Mussolini über die Lage in der Cyrenaika: Diese sei nun „grün durch Pflanzen“ und „rot im Blut“, so der Diktator.
Die Presse der arabischen Welt griff das in Italien zensierte Thema mit Empörung auf. So beschrieb der zeitgenössische libysche Historiker Tahir al-Zawi die Deportation der Menschen aus der Cyrenaika als den „Tag des Jüngsten Gerichts“: Die Internierten hätten optisch den in Fetzen gekleideten menschlichen Skeletten geglichen, die laut dem Koran am Jüngsten Tag von Gott aus ihren Gräbern wiedererweckt werden. In Europa überwog jedoch die Gleichgültigkeit.
Eine hochgradig kritische Beschreibung der italienischen Kriegsführung lieferte der Däne Knud Holmboe in dem Reisebericht Ørkenen Brænder (1931). Auf seiner 1930 von Marokko bis ins libysche Darna unternommenen Autotour erlebte er bis zu seiner Verhaftung den italienischen Giftgaseinsatz, die Zustände in einem Konzentrationslager nahe der Stadt Barke und massenhafte Hinrichtungen. „Das Land schwamm im Blut“, so Holmboes Resümee. Holmboe berichtete auch, die Italiener hätten festgenommene Widerstandskämpfer zur Strafe aus Flugzeugen geworfen oder mit Panzern überfahren lassen. Diese Angaben bewertet John Wright (2012) jedoch als „stark übertrieben“ und auch Giorgio Rochat (1981) hält fest, dass dieses „weitverbreitete Gerücht“ nicht mit Dokumenten bestätigt werden kann. In seinem 1937 erschienenen Buch Italien in der Welt beschrieb der österreichische Journalist und Zeitzeuge Anton Zischka die Deportationen in der Cyrenaika, die er als „eine der größten Völkerwanderungen unserer Zeit“ einstufte.

#### Libysche Volksdichtung
Die Mehrheit der in den Konzentrationslagern internierten Menschen waren analphabetische Halbnomaden. Daher stellte ihre alte Tradition mündlicher Überlieferungen sowie eine ausgeprägte Volksdichtung (arabisch al-Shiʿr al-Shaʿbi) die zuverlässigsten Methoden für die Aufzeichnung ihrer traumatischen Erfahrungen dar. In dieser Form dienten ihre Erinnerungen als kulturelle Quelle zur emotionalen Läuterung und schöpferischer Ausdrucksweise. Jedes Konzentrationslager hatte somit seine eigenen Dichter, die Aspekte des Völkermords in ihren Werken aufnahmen und festhielten. Das unter den Libyern bekannteste Gedicht ist Mabi-Marad ghair dar-al-Agaila („Ich bin nicht krank, außer Agaila“) von Rajab Buhwaish al-Minifi. Al-Minifi, ein Korangelehrter aus dem Stamm von Guerillachef Omar Mukhtar, war von 1930 bis 1934 im Konzentrationslager Agaila interniert und verfasste das Gedicht während seiner Haft. Nach der Unabhängigkeitserklärung Libyens am 24. Dezember 1951 wurde es regelmäßig im neugegründeten libyschen Radio ausgestrahlt sowie in zahlreichen Publikationen abgedruckt. Generationen von Libyern wurden so mit dem Gedicht vertraut und somit zumindest ungefähre Erinnerungen an die Konzentrationslager wach gehalten.
Das zweite Gedicht, das für die Erinnerung an die Konzentrationslager herausragende Bedeutung erlangte, war Ghaith al-Saghir („Kleiner Ghaith“) des späteren libyschen Nationaldichters Ahmad Rafiq al-Mahdawi (1898–1961). Al-Mahdawi entstammte einer angesehenen Familie der gebildeten städtischen Mittelschicht, die seit 1911 am antikolonialen Widerstand beteiligt war, und wurde dreimal ins Exil verbannt. 1934 konnte er das Lager Magrun und die Waisenschule besuchen, in der Säuglinge und hungernde Kinder eingeschrieben waren, und verarbeitete diese Erfahrung in dem hundert Zeilen langen Epos Ghiath al-Saghir. Im Unterschied zu al-Manifi, der sein Gedicht Madi-Marad im lokalen libysch-arabischen Dialekt verfasste, komponierte al-Mahdawi Ghaith al-Saghir in der arabischen Standardsprache. Ab der Unabhängigkeit 1951 wurde al-Mahdawis Gedicht zur Pflichtliteratur für alle Sechstklässler an libyschen Schulen.
Unter den libyschen Dichtern während des italienischen Eroberungskriegs waren auch viele Frauen. So verfasste Fatima ʿUthamn das Gedicht Kharabin Ya Watan („Unser zweifach zerstörtes Heimatland“), nachdem sie 1929 Augenzeugin der Erhängung von 19 Männern durch die italienische Armee in ihrer Heimatstadt Hon wurde. Als eine weitere bedeutende Dichterin gilt Um al-Khair ʿAbd al-Dayim, die ihre Werke im Konzentrationslager Braiga, dem größten der italienischen Lager, komponierte. Andere libysche Dichter wie Fadhil Hussain al-Shalmani (1877–1952) verarbeiteten in ihren Werken ihr Schicksal auf den zahlreichen italienischen Gefängnisinseln wie Favignana, in denen zwischen 1911 und 1940 ebenfalls tausende Libyer interniert wurden. Die Dichtkunst aus den Konzentrationslagern wird in Libyen bis in die Gegenwart bei gesellschaftlichen Versammlungen und in der täglichen Kommunikation rezitiert und gesungen sowie im Internet geteilt.

### Rezeption im unabhängigen Libyen
Der Krieg und die Kolonialzeit wurden geschichtspolitisch sowohl im libyschen Königreich unter Idris (1951–1969) wie auch im revolutionären Libyen Muammar al-Gaddafis (1969–2011) genutzt. Der libysche Nationalismus nach der Unabhängigkeit griff auf Helden, Märtyrer und Legenden des antikolonialen Widerstands zurück. Der Islamgelehrte und Guerillachef Omar Mukhtar, der den Widerstand in der Cyrenaika angeführt hatte und 1931 von den Italienern im Lager Soluch gehängt worden war, wurde zu einem verehrten National- und Volkshelden. Auch legitimieren alle libyschen Staatsformen seit der Unabhängigkeit ihre Herrschaft mit Omar Mukhtars antikolonialem Kampf – inklusive der libyschen Regierungen nach dem Sturz Gaddafis im Jahr 2011. Schon unter König Idris wurden Hauptstraßen in Tripolis, Bengasi und Baida nach Mukhtar benannt sowie ein Mausoleum in Bengasi errichtet.
Gaddafi, dessen Geburtsort Sirte unweit der früheren großen Konzentrationslager Agaila und Braiga liegt, nutzte seit den 1970er Jahren einen antikolonialen Populismus als Werkzeug für die Einführung seines Führerkults wie auch als Vorwand zur Verfolgung der politischen Opposition. Auch erfolgte in den 1970er Jahren die Gründung des Libyan Studies Center und die Überführung der Gebeine führender im Exil verstorbener Widerstandskämpfer wie Sulaimān al-Bārūnī. Sie wurden bei einem Staatsbegräbnis auf dem libyschen Nationalfriedhof in Tripolis beigesetzt. Am 7. Oktober gedachte das Gaddafi-Regime mit dem „Tag der Rache“ jahrelang der kolonialen Fremdherrschaft Italiens.
1980 entstand das Filmepos Omar Mukhtar – Löwe der Wüste des syrischen Regisseurs Moustapha Akkad als britisch-libysche Koproduktion, die die Geschichte von Omar Mukhtar erzählt. Es handelte sich dabei um den überhaupt ersten Spielfilm, der sich mit italienischen Kriegs- und Besatzungsverbrechen in Afrika auseinandersetzte. Der Film wurde mit 30 Millionen US-Dollar vom Gaddafi-Regime finanziert und war in Italien lange Zeit verboten, da er als schädlich für die Ehre der Armee galt. Erst 2009 wurde er erstmals im italienischen Fernsehen ausgestrahlt, während des offiziellen Besuchs von Gaddafi in Italien. Eine weitere Filmproduktion, die aus libyscher Perspektive den italienischen Kolonialkrieg thematisiert, ist der 1981 in Großbritannien und Tunesien gedrehte Kriegsfilm Tagrift – Aufstand der Verdammten (Ma’rakat Taqraft), in dessen Zentrum die Schlacht um die strategisch wichtige Oase Tagrift steht.
Auch die poetische Rezeption des Krieges und Genozids setzte sich nach der Unabhängigkeit fort. Nach dem Tod des Mabi-Marad-Schöpfers al-Minifi 1952 verfassten viele Dichter poetische Antwort auf sein Werk. Mabi-Marad inspirierte außerdem zwei Theaterstücke: Das Werk al-Muʿtaqal („Das Konzentrationslager“) des ägyptischen Schriftstellers Shawqi Khamis wurde in einer Inszenierung des Libyers Salim Fitur in Tripolis, Bengasi, Kairo sowie auf dem Arab Theater Festival 1975 in Damaskus aufgeführt; das Theaterstück al-Agaila des libyschen Autors Muhammed Salih al-Gamudi wurde 1977 vom libyschen Regisseur Muhammed al-Alagai umgesetzt. Der libysche Schriftsteller und Aktivist Tailb al-Rwaili schrieb die dramatische Radioserie al-Shabardag („Das Konzentrationslager“), die 1961 im libyschen Radio ausgestrahlt wurde. Auch viele gegenwärtige libysche Romanautoren wurden von Erfahrungen mit dem Genozid beeinflusst. Die bekanntesten Beispiele sind Khalifa Hussain Mustafas al-Jarima („Das Verbrechen“), Ahmed al Fituris Roman Sirib („Das alte Narrativ“) und Abd al-Rasul Uraibis Sanawet al-ʿAdab al Siʿba („Die sieben Jahre des Leidens“).
Gleichzeitig versäumte der libysche Staat entgegen der offiziellen Erinnerungspolitik des Gaddafi-Regimes eine Erhaltung und Restauration der italienischen Konzentrationslager und trug laut Ahmida (2020) sogar zu ihrer geschichtlichen Marginalisierung bei. Ebenfalls versagt habe das Regime bei der nicht erfolgten Produktion von Dokumentationsfilmen zur Fortbildung der jüngeren libyschen Generation. In einer von Ahmida durchgeführten Umfrage an libyschen Universitäten konnten die Studenten im Osten des Landes, deren Großeltern massiv direkt von der Internierung betroffen gewesen waren, detaillierte Schilderungen der Ereignisse vorweisen, während das Wissen der westlichen Studenten in erster Linie auf dem Film Omar Mukhtar – Löwe der Wüste basierte.

### Erinnerung und Zensur in Italien
Die Erinnerungspolitik der 1946 gegründeten Republik Italien war laut Wolfgang Schieder (2006) davon bestimmt, die faschistische Vergangenheit „einfach zu ignorieren“. Laut Schieder ist für ein Verständnis des italienischen Erinnerungsdiskurses entscheidend, dass Italien zunächst engster Verbündete des nationalsozialistischen Deutschland, von 1943 bis 1945 jedoch teilweise deutsches Besatzungsgebiet war. Es sei „diese doppelte Erfahrung mit faschistischer Gewaltherrschaft einerseits und nationalsozialistischer Unterdrückung andererseits, welche den Umgang der Italiener mit ihrer faschistischen Vergangenheit so schwierig machte“. Bis in die 1990er Jahre, teilweise sogar bis in die Gegenwart, habe keine bewusste Auseinandersetzung mit der langen Ära des Faschismus stattgefunden. Die historische Identitätsfindung der Republik Italien vollzog sich nahezu ausschließlich über die Erinnerung an den antifaschistischen Kampf der Resistenza gegen die deutsche Besatzung.
Italiens antifaschistische Intellektuelle, Filmemacher und Politiker konzentrierten ihre Kritik am Faschismus auf das italienische Kernland, schwiegen jedoch zu dem italienischen Genozid in Afrika. Dieses Schweigen wurde auch in der Massenkultur reproduziert, beispielsweise im international gefeierten Kino des italienischen Realismus und Neorealismus, und spielte laut Ahmida (2020) somit auch eine Rolle bei der Herausbildung des Mythos eines „moderaten“ italienischen Faschismus. Weiter popularisiert wurde dieses Bild durch weitere, auch romantisierende Filme wie Mediterraneo (1991), Tee mit Mussolini (1999) und Corellis Mandoline (2001). Kritische Filme hingegen wurden in Italien Opfer einer Politik, die Historiker als „Zensur“ kritisieren. So wurde 1980 gegen die Ausstrahlung des Spielfilms Omar Mukhtar – Löwe der Wüste (1979) vom Unterstaatssekretär des Außenministeriums ein Veto eingelegt, da dieser dem Ansehen der italienischen Streitkräfte schade. Erst 1988 setzen sich die Organisatoren des Filmfestivals von Rimini über das Verbot hinweg und machten den Film einem großen Publikum zugänglich. Bei der BBC-Dokumentation Fascist Legacy (1989), welche die italienischen Verbrechen in Äthiopien, Libyen und Jugoslawien sowie deren Nichtahndung nach dem Zweiten Weltkrieg thematisierte, erwarb das italienische Staatsfernsehen RAI die Rechte am Film, die italienische Fassung des Regisseurs Massimo Sani wurde jedoch nie ausgestrahlt. Einem begrenzten Publikum wird der Dokumentarfilm bei Historikertagungen und Filmfestivals zugänglich gemacht.
Wolfgang Schieder urteilte 2006, in Italien interessiere man sich bisher noch wenig für die Opferbilanzen in den italienischen Besatzungs- und Annexionsgebieten. Dennoch sei „das unangenehme Thema irgendwie gesellschaftsfähig geworden“, und Schieder hebt die bemerkenswerte Veröffentlichung mehrerer ganzseitiger Artikel durch die linksliberale Tageszeitung La Repubblica im März 2006 hervor, in denen schonungslos die italienischen Kriegsverbrechen in Libyen dokumentiert wurden. Dies sei „vor kurzer Zeit noch unmöglich gewesen“. Einen großen Anstoß zur Auseinandersetzung mit den Kriegsverbrechen des faschistischen Italien lieferte 2008 der beim History Channel ausgestrahlte Dokumentarfilm Mussolini’s Dirty War / La guerra sporca di Mussolini unter der Regie von Giovanni Donfrancesco und der Beratung der Historikerin Lidia Santarelli. Darin werden neben dem hauptsächlich thematisierten Massaker im griechischen Domenikon auch die italienischen Verbrechen in Libyen, Äthiopien und Jugoslawien angesprochen.

### Beurteilung der italienischen Kolonialpolitik

#### Brava-Gente-Mythos und „Megatötungsregime“
Das brutale Vorgehen Italiens in Libyen wird auch als Beweis gegen den Mythos eines „gutartigen“ italienischen Faschismus und „anständigen Italienern“ (italiani brava gente) angeführt. Ein Verdrängungsprozess der italienischen Gesellschaft gegenüber den eigenen kolonialen Verbrechen setzte bereits in der Ära des liberalen Italien ein und intensivierte sich deutlich während der Zeit des faschistischen Regimes. Im Rahmen dieses sogenannten Brava-Gente-Mythos wurde in kolonialen Zeitschriften ein Bild des Italieners als eines unvergleichbaren Erbauers von Straßen, Krankenhäusern und Schulen vermittelt. Außerdem wurde ein Unterschied zu anderen Kolonisatoren konstruiert: Der Italiener sei unternehmensfreudiger und dynamischer, aber auch gutherziger, freigiebiger und toleranter. Dieser Geschichtsmythos überdauerte die italienische Niederlage im Zweiten Weltkrieg und durchdrang laut Del Boca (2004) auch „alle Dokumente […], die die ersten Regierungen der Republik den Vereinten Nationen oder anderen internationalen Instanzen in dem – letztlich gescheiterten – Versuch vorlegten, wenn schon nicht alle, so doch wenigstens einige der präfaschistischen Kolonien zu retten“. Das Bild eines italienischen Kolonialismus, der im Verhältnis zur englischen und französischen Variante „humaner“ und „weniger rassistisch“ sei, wurde von Italiens konservativer Geschichtsschreibung gefördert, reichte aber bis hin zu linken Publizisten wie Giorgio Bocca.
Dem libyschen Historiker Abdulhakim Nagiah (1995) zufolge kann die Parole einer „zivilisatorischen Mission“ angesichts der auf libyschem Boden verübten Gräueltaten und ihren verheerenden Folgen „nur als Zynismus aufgefasst werden“. Der Ausbau von Infrastruktur und Landwirtschaft sei allein den italienischen Siedlern zugutegekommen, während das libysche Volk die Deformation seines sozioökonomischen Systems, die Ausschaltung seiner Administration, die Zwangsvertreibung in unfruchtbare Gebiete, rassistische Segregation, die Verhinderung qualifizierter Ausbildung und eine enorme Opferzahl erlitten habe. Die Kolonialherrschaft Italiens habe in keiner Weise zu einer Entwicklung der libyschen Gesellschaft geführt, vielmehr seien die bereits vorhandene Unterentwicklung noch vertieft und vorhandene Entwicklungspotentiale außer Funktion gesetzt worden. Für Hans Woller (2010) zeigte der Faschismus in Afrika schon in den 1920er Jahren sein „wahres Gesicht“, wozu ein „penetrantes Sendungsbewusstsein, ein maßloses Überlegenheitsgefühl und eine gehörige Portion Rassismus“ gehört hätten. Mussolini habe dort keine Rücksicht zu nehmen brauchen und auch keine Sanktionen der Großmächte befürchten müssen. Ähnlich schreibt auch Stanley Payne (2006) in seinem Standardwerk Geschichte des Faschismus, dass sich das „grausamste Gesicht des Faschismus“ im Ausland viel offener gezeigt habe als in der inländischen Politik. Libyen sei als wichtigstes koloniales Besitztum Italiens schließlich befriedet worden, aber nur um den Preis „einer gegen die Zivilbevölkerung gerichteten rücksichtslosen Militärpolitik“.
Für den italienischen Historiker Nicola Labanca (2010) entwickelte sich der italienische Feldzug in der Cyrenaika ab 1930 zu einem totalen Krieg und Vernichtungskrieg. In seiner Studie zum späteren Abessinienkrieg betont Aram Mattioli (2005), dass dem Mussolini-Regime von Beginn an ein hohes Gewaltpotenzial inhärent gewesen sei, welches sich in Nordafrika bereits im ersten Jahrzehnt der faschistischen Herrschaft auslebte. Mit seinen rund 100.000 Opfern habe Libyen schon in dieser Zeitperiode mehr Tote zu beklagen gehabt, als der von deutschen Truppen begangene Völkermord an den Herero und Nama im kolonialen Namibia forderte. Zur historischen Einordnung der italienischen Politik in Afrika führt Mattioli weiter aus:

„[…] die Tatsache, dass Mussolinis Diktatur nicht frei von ‚verbrecherischem Massenmord‘ war und sich schon zu einem ‚Megatötungsregime‘ entwickelt hatte, als der deutsche Reichskanzler Adolf Hitler den deutschen Lebensraumkrieg im Osten und die damit verbundene Vernichtung ganzer Völker nur plante, [hat] nie einen Niederschlag in den europäischen Erinnerungskulturen gefunden. Fast vollends in Vergessenheit geriet, dass die ersten Menschen, welche die Schergen der späteren Achsenmächte im großen Stil ermordeten, Afrikaner waren. Nur schon deshalb, aber auch der hohen Opferzahlen wegen müssen Italiens Eroberungs- und Pazifizierungskriege in Nord- und Ostafrika künftig als wichtige Wegmarken in einer vergleichenden Gewaltgeschichte des 20. Jahrhunderts Beachtung finden. Jedenfalls überstiegen sie in ihrer Brutalität das, was die anderen Kolonialmächte nach dem Ersten Weltkrieg zur Niederringung afrikanischer Widerstands- oder Unabhängigkeitskämpfer sonst militärisch zu unternehmen bereit waren.“

Beim Vergleich mit anderen Kolonialmächten stimmen Historiker darin überein, dass der italienische Libyenkrieg von 1922 bis 1932 in seiner Brutalität das Vorgehen aller anderen europäischen Staaten in Afrika nach dem Ersten Weltkrieg übertraf. Im Hinblick auf die gesamte europäische Kolonialgeschichte wird das Vorgehen Italiens in seinen unter direkten Herrschaft stehenden Kolonien jedoch kontrovers diskutiert. Während beispielsweise Del Boca (2004) und Rochat (1981) keinen grundsätzlichen Unterschied zwischen dem italienischen Kolonialismus und dem anderer Kolonialmächte ausmachen, machen Hans Woller (2010) und Enzo Santarelli (1981) insbesondere bei der faschistischen Afrikapolitik einen qualitativen Unterschied an Brutalität aus. Laut Hisham Sharabi (1966) sei Italiens Kolonialpolitik in Libyen jedenfalls „die vielleicht schlimmste, die ein arabisches Land jemals in modernen Zeiten erfahren hat“, und Ahmida (2020) zählt sie neben dem Kongogräuel, dem Völkermord in Namibia und dem Algerienkrieg zu den vier schlimmsten genozidalen Verbrechen in der Geschichte des Kolonialismus in Afrika.

#### Libyen als „Schule der Gewalt“
In der historischen Beurteilung des Zweiten Italienisch-Libyschen Kriegs wird dessen Bedeutung als Vorgeschichte zum späteren italienischen Angriffs- und Eroberungskrieg auf das Kaiserreich Abessinien 1935 betont. So urteilt der Schweizer Historiker Aram Mattioli (2004 und 2005), dass „der erste große Krieg, den das faschistische Italien führte“, für die oberste politische und militärische Führung des Landes zu einer Schlüsselerfahrung wurde. Ein harter Kern von Karriereoffizieren habe hier eine „Schule der Gewalt“ durchlaufen, in der „ihre zivilisatorischen Standards vollends deformiert wurden“. Die Barriere zum Massenmord an der zivilen Bevölkerung sei hier von den italienischen Kommandeuren das erste Mal überwunden worden. Die zur Routine gewordene brutale Gewalt habe die Täter abgestumpft. Diese Saat der nordafrikanischen Gewalterfahrung sei dann während des Abessinienkrieges wieder aufgegangen, in dem sich alte Libyen-Kämpfer in den höchsten Kommandopositionen unrühmlich hervortaten, besonders Emilio De Bono, Pietro Badoglio und Rodolfo Graziani.
Auch John Gooch (2005) zufolge hatten die Italiener im Libyenkrieg die Zeit und die militärische Kapazität, um die für einen Sieg notwendigen Erfahrungen zu sammeln. Ebenso urteilt die Schweizer Historikerin Giulia Brogini Künzi (2006), dass der italienische Expansionsschub in Nordafrika für den Abessinienkrieg in mancherlei Hinsicht ein Testfeld für neue Kriegsmethoden und Waffen beziehungsweise ein wichtiges Trainingslager für Kombattanten darstellte. „Ohne die Kriegserfahrung in Nordafrika“, so Brogini Künzi, „wäre der Abessinienkrieg niemals so radikal ausgefallen und er hätte sich vermutlich auch wesentlich länger hingezogen“. John Wright (2012) bezeichnet den italienischen Krieg um Libyen als von Mussolini beabsichtigte „Kampfschule“, die sowohl auf dem italienischen Festland als auch darüber hinaus „gutes Propagandamaterial für den militanten Faschismus“ geliefert habe. Die offenkundige Rücksichtslosigkeit, die für den Abessinienkrieg charakteristisch wurde, sei in Libyen jedoch erst in der letzten Kriegsphase zu Tage getreten.

#### Einordnung als Völkermord

Das goldene Liktorenbündel auf der schwarzen Parteifahne der Faschisten

Die historische Bedeutung des Krieges sieht Mattioli (2004) vor allem darin, dass „das faschistische Italien zu keiner anderen Zeit und in keinem anderen Gebiet den Tatbestand des Völkermords so eindeutig erfüllte, wie während der ‘Wiedereroberung Libyens’ zwischen 1923 und 1932“. Ihm zufolge trifft dieser Befund mit Sicherheit auf die „Schreckensherrschaft in der Cyrenaika“ zu. Auch für Michael R. Ebner (2018) erfüllt Italiens militärisches Vorgehen in der Cyrenaika ab 1930 zahlreiche Definitionen von Völkermord. Dieser sei zwar nicht „beispiellos“ gewesen, aber „sicherlich außerordentlich“. Die faschistische Kolonialpolitik sei dabei einer „Logik der Eliminierung“ gefolgt, im Zuge derer „die Wirtschaft, Kultur und die sozialen Praktiken der Menschen der Region vernichtet wurden“.
Die Einschätzung, dass sich der italienische Kolonialkrieg zu einem Genozid an der libyschen Bevölkerung entwickelte, vertreten libysche Forscher wie Ali Abdullatif Ahmida, Yusuf Salim al-Burghati, Muhammad T. Jerary oder Abdulhakim Nagiah, aber auch italienische Historiker wie Angelo Del Boca, Nicola Labanca, Giorgio Rochat und Enzo Santarelli sowie der historische Journalist Eric Salerno. Ebenso beurteilen die beiden Genozidforscher Samuel Totten und Paul R. Bartrop (2007) in ihrem zweibändigen Dictionary of Genocide das italienische Vorgehen in Libyen ab 1929 als Völkermord, auch die US-amerikanische Historikerin Ruth Ben-Ghiat (2004) spricht von einem „Genozid in Libyen“. Der kanadische Historiker David Atkinson (2012) zieht diese Schlussfolgerung bezogen auf die Ereignisse in der Cyrenaika: Es sei ein „Genozid an ihren nomadischen und halb-nomadischen Völkern in einem System von Konzentrationslagern“ realisiert worden.
Als Fazit zum bisherigen Forschungsstand hält die italienisch-US-amerikanische Historikerin Roberta Pergher (2018) fest, dass der Begriff „Genozid“ bezogen auf die Ende der 1920er und Anfang der 1930er Jahre praktizierte Politik Italiens in der Cyrenaika nicht mehr umstritten sei, da das untersuchte Archivmaterial „ohne jeden Zweifel die Bereitschaft der italienischen Führung zur Auslöschung der gesamten Bevölkerung“ belege. Ahmida (2020) betont, dass es sich bei dem Völkermord in der Cyrenaika um den ersten Genozid nach dem Ersten Weltkrieg und den dritten Genozid im 20. Jahrhundert nach jenem an den Herero und Nama sowie dem Völkermord an den Armeniern handelte.

#### Vergleiche mit dem Nationalsozialismus
Die italienischen Wüstenlager in der Cyrenaika waren die historisch ersten Konzentrationslager, die von einem faschistischen Regime errichtet wurden. Im Vergleich mit den Lagern der anderen Kolonialmächte erwiesen sie sich als „außergewöhnlich brutal“ (Nicola Labanca), und auch die Deportation einer gesamten Bevölkerung stellte verglichen mit dem Kolonialismus des liberalen Italien eine beispiellose Maßnahme dar. Aufgrund ihrer hohen Sterberate (um 40 %) werden mindestens die fünf größten und brutalsten dieser italienischen Einrichtungen, in denen die meisten der Opfer umkamen, von Historikern auch als „Todeslager“ (death camps) oder „Vernichtungslager“ bezeichnet. So hielt Aram Mattioli im Jahr 2003 in einem Artikel für Die Zeit fest: „Italien war das erste faschistische Regime, das ganze Volksgruppen deportierte und in Todeslagern zugrunde gehen ließ.“ Vereinzelt wird Italiens Genozid in der Cyrenaika auch in die Nähe der späteren nationalsozialistischen Vernichtungspolitik gerückt, oder sogar von einem „italienischen Holocaust“ gesprochen. Die italienischen Konzentrationslager gelten jedoch allgemein als „nicht vergleichbar“ mit den späteren „Vernichtungsfabriken“, wie sie das deutsche NS-Regime während des Zweiten Weltkrieges betrieben hat. Auch geben Historiker zu bedenken, dass die einheimische Bevölkerung Libyens zwar erheblich unter der faschistischen Herrschaft litt, jedoch die Massenverbrechen Italiens im Gegensatz zum nationalsozialistischen Völkermord an den Juden nicht auf die totale Vernichtung eines „Rassenfeindes“ abzielten.

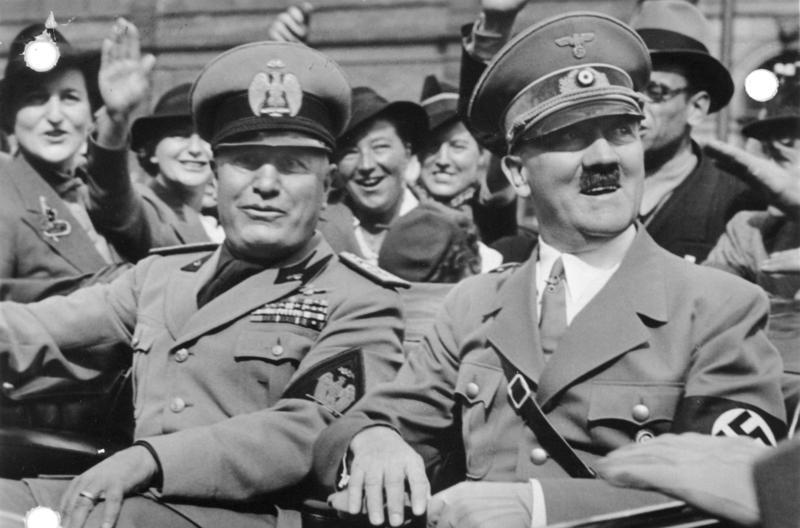
Mussolini und Hitler in München (1938)

In diesem Zusammenhang bekräftigt auch Wolfgang Schieder (1985), dass zwischen dem faschistischen Italien und dem nationalsozialistischen Deutschland ein deutlicher Unterschied bezogen auf die Massenvernichtung der Juden bestehe. Dieser Unterschied spreche jedoch vor dem Hintergrund der „faschistischen Vernichtungspolitik in Afrika“ nicht gegen einen „Vergleich des Vernichtungswillens“ beider Regimes: „Vielmehr ist festzuhalten, dass sich das Deutschland Hitlers und das Italien Mussolinis auf der Ebene der Verfolgung ihrer Opfer zwar in der Konsequenz und Unerbittlichkeit der Unterdrückung unterschieden, jedoch im Ansatz ähnlich waren.“ Laut Roman Herzog (2016) könne man bezogen auf das Vorgehen des Mussolini-Regimes in Afrika die Hypothese von einer „andersartigen Vernichtungspolitik aufstellen, die sich zwar grundsätzlich von der industriell geplanten Vernichtung der Nationalsozialisten unterschied, gleichwohl aber eine nicht unerhebliche Anzahl von Todesopfern zur Folge hatte und im Falle Äthiopiens wie Libyens genozidialen Charakter trug“. Die amerikanische Historikerin Ruth Ben-Ghiat (2004) erkennt einerseits an, dass es den italienischen faschistischen Verbrechen im Vergleich zu denen der Nationalsozialisten an Ausmaß und „kritischer Masse“ fehle. Angesichts des von den Italienern verübten Völkermords in Libyen, ihrer Beteiligung an ethnischen Säuberungen auf dem Balkan, des massenhaften Giftgaseinsatzes in Äthiopien und weiterer Verbrechen sieht sie andererseits die Notwendigkeit, den bildlichen Ausdruck vom „kleineren Übel“ des italienischen Faschismus kritisch zu überprüfen.

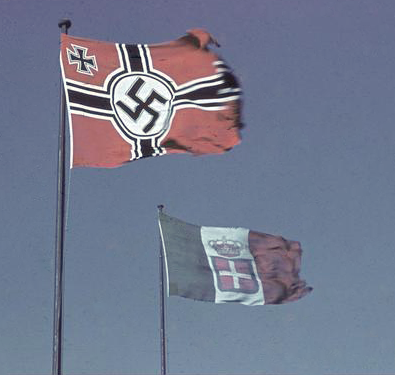
Kriegsflaggen der Verbündeten Deutschland und Italien (1943)

Über die genauen Ursachen und Absichten des Völkermords in der Cyrenaika wird in der Forschung weiterhin kontrovers diskutiert (so die Frage, ob der Genozid nun als „De-Facto-Politik“ einer rein militärischen Präventivmaßnahme erfolgte, oder ob er auch mit einer bewussten Absicht zusammenhing, durch eine „ethnische Rekonstruktion“ Platz für italienische Siedlerfamilien zu schaffen).
Gleichzeitig beklagt der libysch-US-amerikanische Historiker Ali Abdullatif Ahmida (2009) angelehnt an Ben-Ghiats Arbeit ein „Schweigen der meisten vergleichenden Faschismusforscher“ zum Völkermord in Libyen und diagnostiziert einen „erschreckenden Fall historischer Amnesie“. Diese sei mitverantwortlich für den Mythos eines italienischen Faschismus, der anders als das NS-Regime nicht in Massenmorde verwickelt und daher „ein moderates, weniger böses oder sogar gutartiges Regime“ gewesen sei. Die Kritiker des italienischen Faschismus fokussieren sich laut Ahmida (2020) zu sehr auf Italiens Rassengesetze von 1938, obwohl klar sei, dass sich der Antisemitismus unter den italienischen Faschisten erst spät durchgesetzt hat. Würden die in Libyen und Äthiopien begangenen Verbrechen nicht berücksichtigt, trage dieser Umstand zum Mythos eines „moderaten“ italienischen Faschismus bei. Ebenfalls kritisiert Ahmida (2006), dass die Opfer der deutschen Nationalsozialisten in Europa aufgrund „eurozentristischer“ Perspektiven allgemein mehr gewichtet werden würden, als die Opfer der italienischen Faschisten in den afrikanischen Kolonien.
Während einerseits der Holocaust für Historiker überwiegend einen „grundlegenden Unterschied“ zwischen dem nationalsozialistischen Deutschland und dem faschistischen Italien darstellt, wird andererseits in neueren Forschungsarbeiten auf eine „historische Kontinuität“ beim Siedlungsprogramm der beiden Regimes verwiesen. Dem deutschen Historiker Patrick Bernhard (2016) zufolge habe das Mussolini-Regime gerade bei seiner Politik in Afrika nicht die Rolle eines „unbedeutenden Anhängsels des überlegenen NS-Staates“ eingenommen. Im Gegenteil habe der italienischen Faschismus mit seinem großangelegten Siedlungsprogramm, in dessen Rahmen 1,5 bis 6,5 Millionen Italiener in den afrikanischen Kolonien angesiedelt werden sollten, als „Inspiration“ für die deutschen Nationalsozialisten und deren Siedlungsplanungen in Osteuropa gedient, die ein Ansiedlung von 16 Millionen deutschen Kolonisten vorsah:
„Für das nationalsozialistische Deutschland dienten die italienischen Praktiken und Erfahrungen im kolonialen Bevölkerungsmanagement als Vorbild und ‚best practice‘-Beispiel, das die deutschen Pläne für die Besiedlung und ethnische Neugestaltung Osteuropas entscheidend beeinflusste.“
Dabei habe der NS-Staat bewusst den früheren Kolonialismus des Deutschen Kaiserreiches verworfen. Zwischen 1938 und 1941 erschienen in Deutschland zahlreiche Bücher über den italienischen Siedlerkolonialismus, und der NS-Staat studierte das italienische „Erfolgsmodell“ eingehend. Einige Delegationen mit deutschen Wissenschaftlern, Städteplanern, Biologen und Agrarexperten wurden in die Kolonie entsandt. Ebenso wurden Funktionäre der faschistischen Staatspartei zu Seminaren über Libyen nach Deutschland eingeladen. Deutlich wird das deutsche Interesse auch an den Besuchen führender NS-Politiker wie Hermann Göring, Heinrich Himmler und Rudolf Heß, die 1937 und 1938 mit der Kolonialverwaltung in Libyen zusammentrafen. Dabei wurden unter maßgeblicher Mitwirkung Himmlers Trainingsprogramme für 150 SS-Offiziere an den italienischen Kolonialschulen in Tivoli und Rom organisiert. 1939 reisten Göring und Himmler erneut nach Libyen.

## Forschungsgeschichte

### Italienische Forschung
In Italien wurde zunächst über Jahrzehnte hinweg der ganz überwiegende Teil der Zeithistoriker von der politischen Linken auf das Forschungsprogramm um den antifaschistischen Widerstandskampf der Resistenza verpflichtet. Auch das Lager der bürgerlichen Rechten hatte zunächst kein Interesse daran, sich mit der Geschichte des Faschismus auseinanderzusetzen, und arrangierte sich mit dieser historiographischen Ausrichtung. Große Teile der italienischen Führungseliten von Christdemokraten und Liberalen waren – ähnlich wie später nach dem Ende der Franco-Diktatur in Spanien – zuvor schon im Faschismus politisch aktiv gewesen (zum Beispiel der mehrfache italienische Ministerpräsident Amintore Fanfani). Um nicht von der eigenen Vergangenheit eingeholt zu werden, verkürzten sie daher diese nur zu gern in stillschweigender Handlungseinheit mit der Linken auf die Zeit der Resistenza.
Versuche zur Eröffnung einer landesweiten historischen Debatte über den italienischen Kolonialismus wurden konsequent bekämpft. Auch bemühten sich staatliche Institutionen um die Bewahrung eines Monopols über einige Archive. Gleichzeitig startete eine revanchistische Historiographie Bemühungen zur offenen Verdrängung der kolonialen Schuld. Exemplarisch für diese Geschichtsschreibung nennt Angelo Del Boca (2004) die fünfzig dicken Bände der Reihe Italien in Afrika, hervorgebracht vom 1952 gegründeten Comitato per la documentazione dell’opera dell’Italia in Africa („Komitee für die Dokumentation der Errungenschaften Italiens in Afrika“). Von den 24 Mitgliedern des Komitees waren 15 ehemalige Gouverneure von Kolonien oder hohe Beamte der Kolonialverwaltung; auch bei den übrigen handelte es sich Del Boca zufolge um „Afrikanisten mit ausgesprochen kolonialistischen Überzeugungen“. Man habe ein unvergängliches Denkmal errichten wollen „für den Italiener, der Zivilisation und Wohlstand bringt, Städte und beeindruckende Verkehrsnetze baut und ein Modellkolonisator und Vorbild für die nach Fortschritt dürstenden autochthonen Bevölkerungen ist“. Dabei ignorierte die italienische Kolonialgeschichtsschreibung der Nachkriegszeit systematisch die von bedeutenden britischen und französischen Wissenschaftlern wie Edward E. Evans-Pritchard (The Sanusi of Cyrenaica, 1949) oder Jean-Louis Miège (L’imperialisme colonial italien de 1870 á nos jours, 1968) veröffentlichten Arbeiten.

#### Einfluss von Renzo De Felice
Die „vorsätzliche Verweigerung der Anerkennung der dokumentarischen Realität“ in der frühen Nachkriegs-Historiographie wich in der späteren gemäßigten Geschichtsschreibung einer „Hülle des Schweigens“. So klammerte der Historiker Renzo De Felice in seiner monumentalen Mussolini-Biographie die Maßnahmen der „Wiedereroberung“ Libyens und die persönliche Verantwortung des Diktators aus, obwohl Mussolini stets genau informiert war und häufig neue Massaker befürwortete. De Felice gehörte zu einer Gruppe rechtsliberal orientierter junger römischer Historiker, die sich ab Mitte der 1960er Jahre als Erste der Erforschung des Faschismus zuwandten. Mit seiner schließlich acht umfangreiche Bände umfassenden Biographie des italienischen Duces machte sich De Felice inner- und außerhalb Italiens als führender Faschismusforscher einen Namen. Von 1975 bis 1996 verfügte er in Italien unter allen Historikern über die bei weitem höchste Medienpräsenz. Dabei kritisiert Aram Mattioli (2010), dass De Felice mit seiner ganzen wissenschaftlichen Autorität öffentlich immer stärker als Anwalt und „Stichwortgeber des Geschichtsrevisionismus“ in Erscheinung getreten sei.
De Felice verneinte die Existenz einer dem faschistischen Italien eigenen Rassenideologie und beschrieb Mussolinis Diktatur als autoritäres, wenig gewalttätiges, ja paternalistisches Regime, nicht aber als totalitäre und damit dem nationalsozialistischen Deutschland vergleichbare Diktatur. Dabei maß De Felice weder Mussolinis Eroberungskriegen noch den blutigen Besatzungsherrschaften in Libyen, Äthiopien und auf dem Balkan eine entscheidende Bedeutung bei. Das faschistische Italien, dem Völkermord vollkommen fremd gewesen sei, stand für De Felice „außerhalb des sengenden Lichtkegels des Holocaust“ und sei „vor der Anklage des Genozids geschützt“. Über die Zeitschrift Journal of Contemporary History beeinflusste De Felice mit seinen Thesen auch die englischsprachige Literatur stark. Erst ab 2010 erschienen in den Fachzeitschriften Journal of Modern Italian Studies und Italian Studies laut Ahmida (2020) mehr kritische Artikel zum italienischen Kolonialismus und Völkermord in Libyen.

#### Formierung der kritischen Forschung
Zu den frühesten Pionieren der kritischen italienischen Forschung, die umfangreiche Arbeiten über den Kolonialismus und Krieg in Libyen lieferten, gehören Giorgio Rochat (Il colonialismo italiano, 1973), Claudio G. Segrè (Fourth Shore: The Italian Colonization of Libya, 1974), Angelo Del Boca (Gli italiani in Libia. Bd. 2: Dal fascismo a Gheddafi, 1988) sowie Eric Salerno (Genocidio in Libia, 1979). Die Monographie von Rochat sowie die journalistische Darstellung von Salerno gelten auch als die frühesten Arbeiten, die den Genozid in der Cyrenaika thematisieren. 1981 veröffentlichten Enzo Santarelli et al. eine Essay-Sammlung über den libyschen Widerstand und die Konzentrationslager zwischen 1929 und 1939, die 1986 auch ins Englische übersetzt wurde (Omar Al-Mukhtar: The Italian Reconquest of Libya, London 1986). Eine herausragende Rolle spielte insbesondere das Werk Del Bocas, in dem er seine Forschungen aus fast einem Dutzend verschiedener Archive zusammenführte. Auf diesen Vorarbeiten bauten spätere Historikergenerationen auf, so in den 2000er Jahren Nicola Labanca und Federico Cresti, aber auch ausländische Historiker wie John Wright, Brian McLaren, Dirk Vandevalle und Mia Fuller.
Im Jahr 2005 veröffentlichte Angelo Del Boca eine aktualisierte Version seines zweibändigen Standardwerks zum italienischen Kolonialismus in Libyen, und auch Eric Salerno veröffentlichte im gleichen Jahr eine aktualisierte Auflage seiner Studie. Mit dem ebenfalls 2005 erschienen Italiani, brava gente? Un mito duro a morire setzte sich Del Boca unter anderem mit dem Mythos des Frieden stiftenden und zivilisierenden Italieners während der italienischen Kolonialzeit auseinander. Er stellte dabei die italienischen Konzentrationslager in der Cyrenaika auf eine Stufe mit den vom „Dritten Reich“ betriebenen Vernichtungslagern und deckte den konstruierten Mythos des „guten Italieners“ auf, der dem Stereotyp eines kalten, mechanischen und unsensiblen Deutschen gegenübergestellt wurde. Die Legende vom zivilisationsstiftenden Italien wird auch von Giuseppe Scruto (Il falso mito degli italiani brava gente: il colonialismo, la Libia, i crimini fascisti, 2020) aufgegriffen. Dabei unterstreicht er die unbewältigte und verharmlosende Aufarbeitung nach 1945 durch ehemalige Faschisten, die in der italienischen Nachkriegsrepublik wieder zu Macht und Ansehen gelangt waren.
Die Geschichte des antikolonialen Widerstands in der Cyrenaika gilt gegenwärtig als besser erforscht denn jene des tripolitanischen Widerstands. Als Ursache dafür werden die Prominenz des cyrenäischen Senussi-Ordens unter seinem Guerillachef Omar Mukhtar sowie die dort lokalisierten berüchtigten Konzentrationslager betrachtet. Zum Widerstand in Tripolitanien während und vor der faschistischen Ära legte Angelo Del Boca 2007 (2011 in der englischen Übersetzung) eine Arbeit mit Schwerpunkt auf den Widerstandskämpfer Mohamed Fekini vor. Nach dem teilweisen Schuldeingeständnis für die in der Kolonialzeit verursachten Schäden in Libyen durch die italienische Regierung 1998 kam es zu einer neuen Entwicklung der Zusammenarbeit zwischen italienischen und libyschen Historikern des Istituto Italiono per l’Africa e l’Oriente und des Libyan Studies Center. Diese Kooperation resultierte in drei wissenschaftlichen Tagungen; die Ergebnisse von zwei davon wurden Anfang der 2000er Jahre veröffentlicht. Die italienische Regierung versprach zudem die Bereitstellung von Ortsangaben über die im Staat verbliebenen Landminen sowie Informationen über das Schicksal vieler zwischen 1911 und 1943 ins Exil verbannter Libyer.

### Libysche Forschung
Die Bedingungen für eine schriftliche Festhaltung der libyschen Erfahrungsgeschichten während der italienischen Kolonialherrschaft waren zunächst ungünstig. Die hohe Analphabetenquote und die Tatsache, dass Tripolitanien, Fessan und Cyrenaika erst unter faschistischer Herrschaft zum heutigen Libyen vereinigt worden waren, führten dazu, dass das Land ohne eine etablierte verschriftlichte Historiographie aus der Kolonialzeit austrat. Bedeutend war auch der Umstand, dass Libyen nach dem Krieg und Genozid noch bis 1943 eine italienische Kolonie blieb und danach bis 1951 unter britischer und französischer Verwaltung stand. Die einzigen libyschen Publikationen zu den Verbrechen Italiens stellten zwei Bücher der in Damaskus lebenden libyschen Exilanten dar, Fadiʿ al-Istiʿmar al-Itali al-Fashisti fi Tarabulus Wa Barqa („Der Horror des italienischen faschistischen Kolonialismus“) von Bashir al-Siʿdawi (1931) und Al-Fadiʿ al-Sud al-Humr („Der Schwarze Rote Horror des Italienischen Kolonialismus“), das 1932 durch ein Autorenkollektiv veröffentlicht wurde. Eine aktualisierte dritte Ausgabe des zweiten Buches erschien 1948 in Kairo. Alle drei Ausgaben wurden nur auf Arabisch veröffentlicht und in arabischen und islamischen Ländern viel gelesen, jedoch erschienen keine vergleichbaren libyschen Publikationen in einer europäischen Sprache.
Im unabhängigen Königreich Libyen war das einflussreichste Buch zur libyschen Geschichte die Arbeit von Edward E. Evans-Pritchard (The Sanusi of Cyrenaica, Oxford 1949), der als britischer Offizier von 1942 bis 1944 bei den Stämmen des Dschabal Achdar lebte und während der Militärverwaltung (1943–1951) Geheimdienstberichte für die britische Armee schrieb. In seiner frühen Analyse ging Evans-Pritchard auch auf die brutale italienische Politik in der Cyrenaika ein. Neuen Antrieb erhielt die libysche Historiographie über die Zeit der faschistischen Okkupation ab 1969 unter Muammar al-Gaddafi. Dieser präsentierte sich als Fortsetzer einer Tradition des antikolonialen Widerstands Omar Mukhtars. Jedoch wurde erst mit dem 1978 gegründeten Libyan Studies Center und dessen großen Forschungs- und Oral-History-Projekten eine libysche Wissensgrundlage zum italienischen Kolonialismus und seinen postkolonialen Hinterlassenschaften geschaffen.
Das Libyan Studies Center in Tripolis, das seit seiner Gründung unter der Leitung des libyschen Historikers Mohamed Jerary steht, gilt neben den Universitäten Bengasi und Sabha als das bedeutendste Forschungsinstitut in Libyen zur Thematik des Krieges und Genozids. Eines der wichtigsten Projekte des Instituts war die Einrichtung einer Forschungsabteilung für Oral History, die libysche Zeitzeugenberichte als Primärquellen sammelt, um den Mangel an libyschen Selbstzeugnissen aus der ersten Hälfte des 20. Jahrhunderts auszugleichen. Die vom Libyan Studies Center gesammelten Interviews stellen auch die Grundlage einer wesentlichen Arbeit der libyschen Forschung dar, der Monographie Al-Muʿtaqalat al-Fashistiyya bii Libia („Die faschistischen Konzentrationslager in Libyen“, 1993) des Historikers Yusuf Salim al-Barghati. Es handelt sich um die bisher einzige detaillierte arabischsprachige Darstellung über die Konzentrationslager, und laut Ahmida (2020) auch im Hinblick auf ausländische Studien „noch immer die beste“. Jedoch greife die Arbeit zu wenig auf archivalische Quellen sowie die Ergebnisse der vergleichenden Faschismus- und Genozidforschung zurück.
Ein in der bisherigen postkolonialen Historiographie Libyens kaum untersuchter Aspekt ist laut Ahmida (2005) die Frage der Kollaboration während der italienischen Besetzung. Eine Ursache dafür sieht er dabei in der nationalistischen libyschen Geschichtsschreibung. Quellen zur Kollaboration wie Memoiren und andere Dokumente würden von betroffenen Familien immer noch zurückgehalten. Die postkoloniale libysche Forschung tendiere dazu, die Motive der mutalinin (der „italienisch gewordenen“ Kollaborateure) auf einen mangelhaften moralischen Charakter zu reduzieren. Auch Abdulhakim Nagiah (1995) urteilt, dass in der arabischen Literatur die Opferrolle der Kolonisierten überbetont werde, während die vorhandenen „eurozentristischen“ Publikationen umgekehrt der Situation der Kolonisierten kaum Beachtung schenken würden. Eine zusammenfassende Rekonstruktion der Deportationen und Konzentrationslager mit Fokus auf libysche Zeitzeugenberichte bietet Ali Abdullatif Ahmida in seinem 2006 erschienenen Essay When Subaltern Speak: Memory of Genocide in Colonial Libya 1929 to 1933. Darin geht er auch der Frage nach, warum in öffentlichen Medien und wissenschaftlichen Studien das Bild eines im Vergleich zum deutschen Nationalsozialismus „gutartigen“ italienischen Faschismus weiterbestehe.
Im Hinblick auf den vom italienischen Faschismus verübten kolonialen Genozid urteilt Ahmida (2009), dieser bleibe – mit Ausnahme von einigen couragierten Forschern – ein „obskures Ereignis für alle außer dem libyschen Volk und seinen mündlichen Überlieferungen“. Im Jahr 2020 veröffentlichte Ahmida mit Genocide in Libya: Shar, a Hidden Colonial History die erste monographische Gesamtdarstellung zum Völkermord in der Cyrenaika in englischer Sprache. Im Jahr 2023 veröffentlichte die University of Cambridge einen Artikel Ahmidas über den Genozid in der Cyrenaika von 1929 bis 1934 im dritten Band der von ihr herausgegebenen Cambridge World History of Genocide.

## Anhang